# Néron (Isère)
Pour les articles homonymes, voir Néron (homonymie).
Vous lisez un « article de qualité » labellisé en 2015.
Le Néron est un sommet du département français de l'Isère culminant à 1 299 mètres d'altitude dans le massif de la Chartreuse, dans les Alpes. Parfois appelé Casque du Néron au XIXe siècle en raison de sa forme, son nom signifierait littéralement « le noir » et n'a de rapport ni avec l'empereur romain ni avec l'existence d'un poste antique à vocation de vigie et de refuge dans sa partie méridionale. La montagne a la forme d'une coque de bateau renversée avec une arête principale orientée du nord au sud très prononcée et se compose essentiellement de calcaire urgonien. Son exposition lui vaut de posséder notamment une flore méditerranéenne, bien que celle-ci ait été fragilisée par l'incendie de l'été 2003 qui a ravagé toute sa partie supérieure. La montagne fait d'ailleurs partie du parc naturel régional de Chartreuse.
L'extrémité méridionale du Néron est occupée par une grotte appelée balme de l'Hermitage. Le site, occupé dès le Néolithique, accueille à partir du Moyen Âge une luxueuse villa, transformée en château, qui passe tour à tour aux mains de riches familles et d'ordres religieux. À cette époque, les forêts sur les versants de la montagne sont intensivement exploitées pour alimenter les forges en charbon de bois et sont largement remplacées par des vignobles. Ainsi, au XIXe siècle, les premiers explorateurs scientifiques et militaires utilisent en partie les sentiers escarpés tracés par les bûcherons. Le Néron apparaît dans les Guides Joanne mais les victimes se multiplient rapidement et il acquiert une mauvaise réputation. La première traversée intégrale du nord au sud est réalisée en 1884 afin d'évaluer la possibilité d'établir des batteries militaires au sommet de la montagne. Finalement, la construction d'une route est lancée en 1891 pour mener à l'emplacement des batteries, qui sont achevées deux ans plus tard au nord de la montagne, en amont des gorges de la Vence. Dans le même temps, l'exploration du Néron mène à la découverte de l'ancien chemin romain en encorbellement et des vestiges de l'antique passerelle de dix mètres de longueur, dans les escarpements sud-est. Par la suite, des séries de fouilles archéologiques dirigées par Hippolyte Müller permettent la mise au jour de la citerne de l'ancienne vigie et de nombreux artéfacts. De nouveaux accidents conduisent à la création du comité dauphinois de secours en montagne, au balisage des sentiers, à la pose de câbles et, en 1911, à l'inauguration d'une nouvelle passerelle. Le chemin romain devient la voie principale du Néron en remplacement des couloirs instables de la face orientale et des sentiers escarpés du versant occidental. L'auberge Boujard, au hameau de l'Hermitage, est florissante dans la première moitié du XXe siècle. Toutefois, le château de la Balme est incendié en 1932 et définitivement abandonné. Après la Seconde Guerre mondiale, à l'exception de l'ouverture de quelques voies d'escalade autour des années 1970 et des chroniques suscitées par une œuvre représentant Lucky Luke sur une des cimes dominant l'agglomération de Grenoble, le Néron perd une grande partie de son attrait ; des arrêtés municipaux en interdisent régulièrement l'accès en raison des chutes de pierres et de l'abandon d'une grande partie des sentiers.

## Toponymie
La première mention du Néron remonte d'après Henri Ferrand (Revue alpine, août 1906) à une charte de 1261, conservée aux Archives départementales de l'Isère, sous la forme Neroma de Noyrone. J. Breton rapporte aussi les mentions Neyronus et Neuronus. En 1279, le chapitre de la collégiale Saint-André de Grenoble fait état dans une de ses publications du « némus situ subtus Neuronem », c'est-à-dire « le bois situé au pied du Néron ». Dans un texte attribué par Jean-Pierre Moret de Bourchenu (Histoire du Dauphiné et des princes qui ont porté le nom des Dauphins, 1722) à une convention tenue en 1291 entre l'évêque de Grenoble et le chapitre de Saint-André est discutée l'appartenance de la grotte du Néron à la paroisse de Saint-Martin-le-Vinoux : « foramen Rupis Neyronis situm intra farouchiam Sancti Martini » et « foramem dictum Rupis de Neyrone ». Au cours des siècles suivants, divers actes de propriété mentionnent Pascua Neyronis (« les pâturages du Néron », 1323), In Neurone (1350) et En Neuron (1687). Le nom de Néron figure pour la première fois sur une carte dressée par Pierre Joseph de Bourcet au milieu du XVIIIe siècle. Quelques décennies plus tard, Jean-Étienne Guettard évoque dans ses Mémoires sur la minéralogie du Dauphiné (1782) la chaîne de Néron puis la montagne de Néron, tandis que des cartes font figurer le Niéron (1787) ou le mont Néron (1796). Des catalogues sur la flore du Dauphiné s'attardent tour à tour sur le Neyron ou de nouveau le Néron. En 1839, Loïs Hermenons évoque dans ses « Réminiscences de quelques excursions dans le Dauphiné », publiées dans Le Courrier de l'Isère, la sierra du Néron. Enfin, en 1844, la Statistique générale du département de l'Isère cite le rocher de Néron et le mont Néron,. Le nom de la montagne viendrait du dialecte local Neiron, issu de neire signifiant « le noir », et pouvant être associé au français contemporain « Noireau ». Il serait lié à l'aspect sombre de son versant occidental, habituellement couvert de végétation arbustive,,. Cependant, les formes anciennes sont incompatibles avec cette explication, puisqu’elles attestent d'une forme Neuron, latinisée diversement et avec différentes désinences casuelles Neuronus, Neuronem, Neurone. Ces formes étant récurrentes, elles ne résultent donc pas d'une cacographie, mais montrent qu'il s'agit vraisemblablement d'un autre étymon.

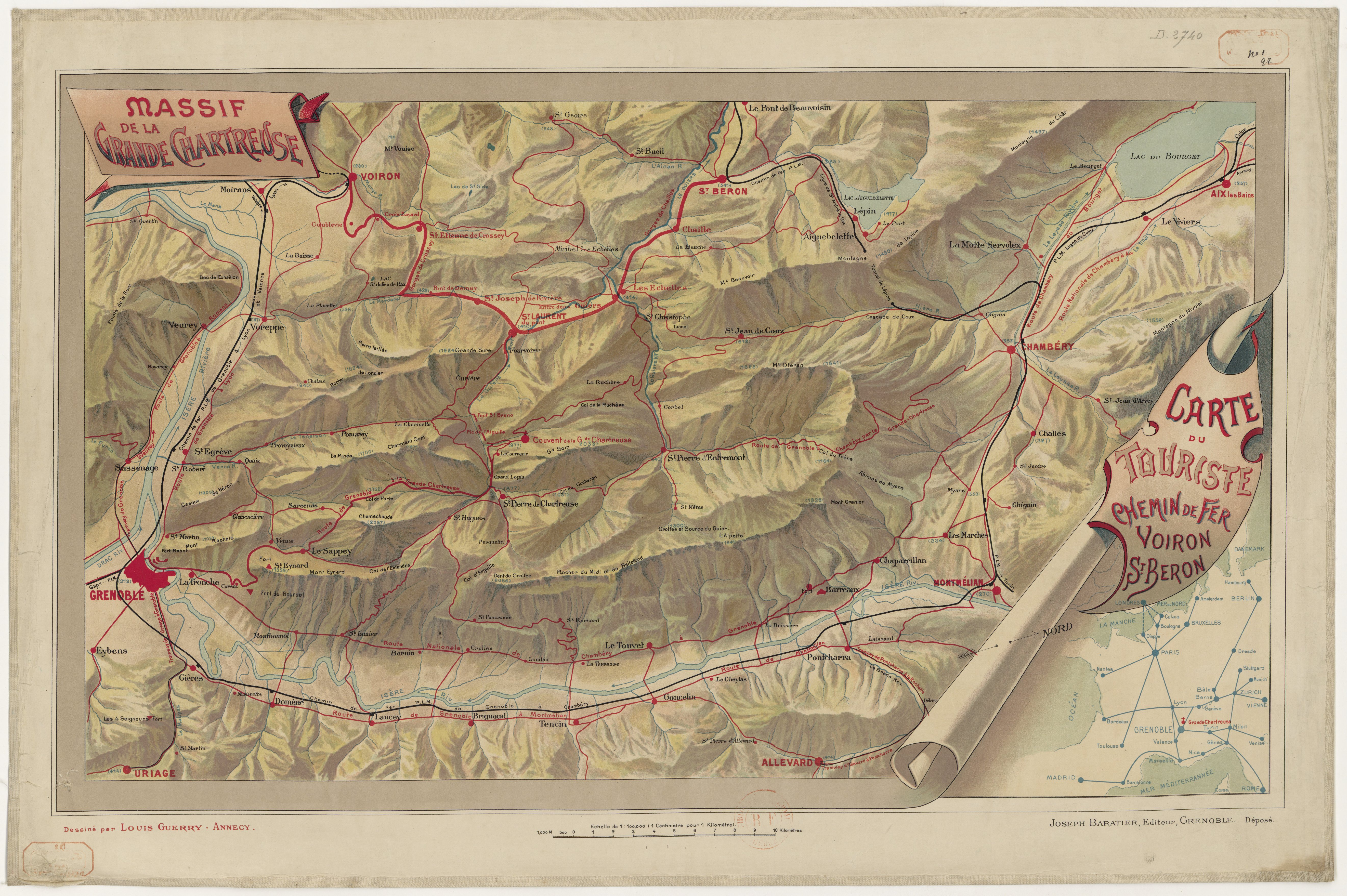
Carte touristique du « massif de la Grande Chartreuse » en 1897 signalant le « casque de Néron ».

En 1835, Cassien et Debelle, dans L'Album du Dauphiné, écrivent : « À gauche, les cimes de Chartreuse, l'aiguille de Saint-Égrève [l'aiguille de Quaix], et le casque du Néron descendent en contours variés jusqu'à la ville… » Cette évocation est rapidement reprise, en 1839, par Loïs Hermenons : « Le lendemain matin, alors que le soleil commençait à éclairer d'un pâle reflet le Casque du Néron, les villageois qu'appelait à la chapelle de Narbonne le son de la cloche champêtre, trouvèrent deux cadavres sur les traits desquels respirait encore la rage. » Selon Henri Ferrand, « cette figure, à laquelle son auteur n'attachait certainement aucune importance, eut un grand succès dans le monde des beaux esprits et des précieuses d'alors… » Ainsi, la même année, dans Mémoires d'un touriste de Stendhal, le narrateur lance en parlant de la montagne « Oh ! ce Casque ma chère ! » Les reprises successives de cette simple métaphore sont à l'origine de la principale méprise sur l'origine du nom de la montagne. En effet, en 1853, dans Description pittoresque de la Grande Chartreuse, Auguste Bourne associe à tort cette appellation à l'empereur romain et écrit « le Casque de Néron ». Quatre ans plus tard, le Breton Antonin Macé, devenu professeur d'histoire à la faculté de Grenoble, publie une série d'articles, notamment dans le Bulletin officiel des chemins de fer, reprenant cette appellation fautive. Elle apparaît ensuite de 1862 à 1905 dans les fameux Guides Joanne. Elle est introduite en 1864 dans la Description géologique du Dauphiné de Charles Lory. Pourtant, en juillet 1868, Louise Drevet se contente de rappeler dans Le Petit Dauphinois que « vu de Grenoble, on lui trouve, avec un peu de bonne volonté, la forme d'un casque toujours prêt à écraser de son poids le joli village de la Buisseratte qui s'éparpille à ses pieds… » Malgré tout, la carte d'État-Major, qui jusque-là portait la mention Neyron, est corrompue à son tour en 1884, comme le seront celles du Bureau de recherches géologiques jusqu'en 1952, ou celle régionale d'Éléogard Marchand en 1886. L'élément casque serait une altération de casse, c'est-à-dire un « lieu de ruines, d'éboulis, amas de grosses pierres » (à l'instar de la Grande Casse ou de la Casse Déserte au col d'Izoard),. Dans la revue La Nature apparaît même l'adage : « La montagne se couronne souvent de nuages ; on dit alors dans le pays que le Néron a son casque. » Il faut attendre l'édition du Petit Dauphinois du 17 juillet 1898 pour que le général Cosseron de Villenoisy remette finalement en question la justesse de cette appellation : « Le Casque de Néron est un nom imaginé, je le crois du moins, par Joanne, qui s'en est servi le premier dans ses guides du Dauphiné ». Cette prise de conscience pousse le Congrès de l'alpinisme à s'arrêter sur le cas du Néron alors qu'il se penche sur « l'origine des noms des montagnes ». Les travaux de Morel-Couprie en 1906 et Ferrand en 1907 finissent de rendre impropre le qualificatif de « casque », même s'il faudra plusieurs années pour la rendre archaïque.
Les orthographes Nez-Rond, dans les Guides Joanne de 1877 et 1890, voire Nez-Long ont même été employées, mais apparaissent comme fantaisistes, même du simple point de vue de l'apparence. Les images de femme couchée et de chapeau panama, durant la Belle Époque, ou encore de coque de navire renversée lui ont en outre été accolées.

## Géographie

### Situation

Carte topographique du Néron.

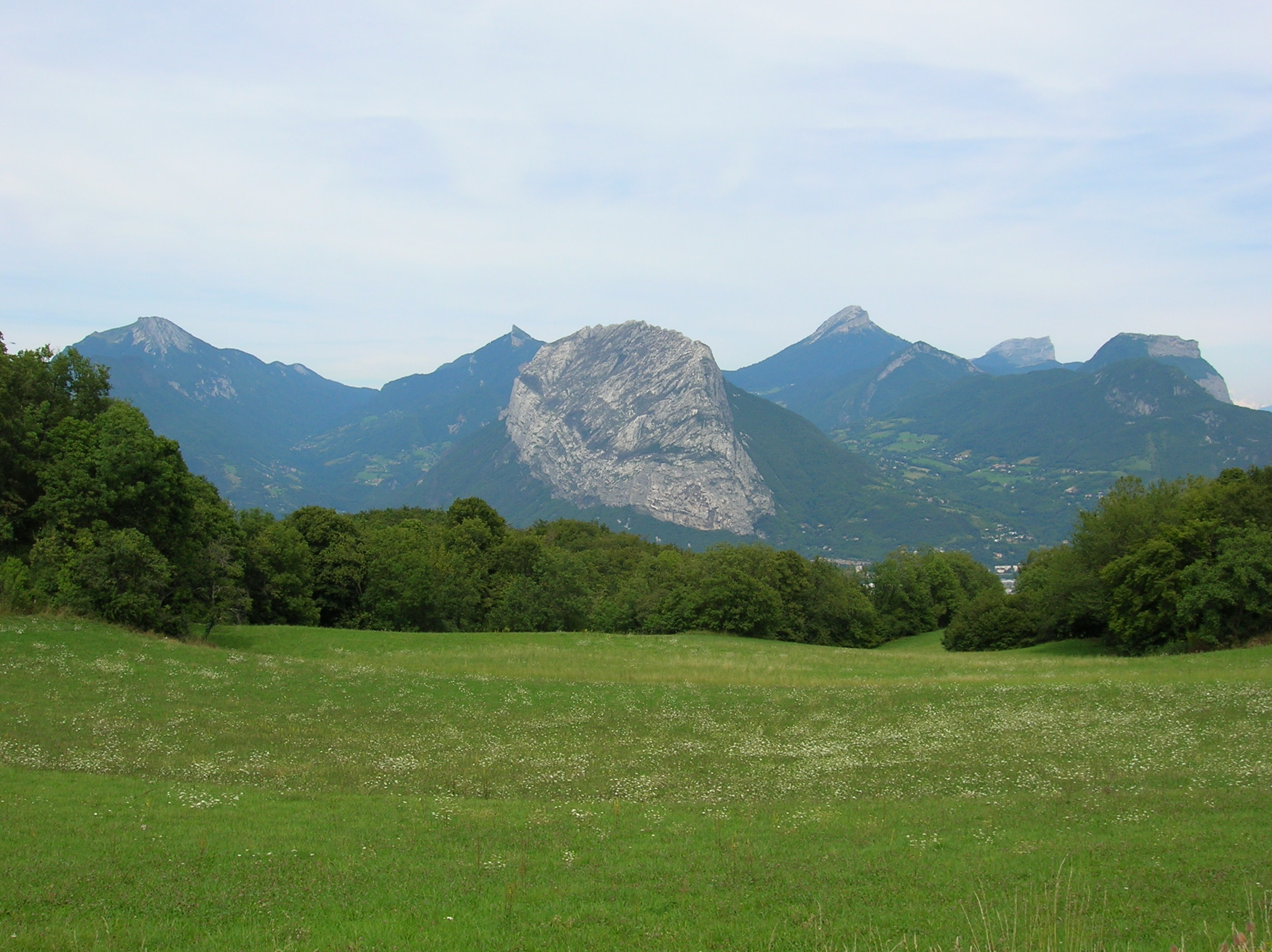
Vue du massif de la Chartreuse avec le Néron au centre, depuis les hauteurs de Seyssinet-Pariset au sud-ouest, sur les pentes du Vercors, trois ans après l'incendie.

Le Néron est situé dans le Sud-Est de la France, dans la région Auvergne-Rhône-Alpes et le département de l'Isère. Sa crête principale, incluant son sommet, délimite le territoire des communes de Saint-Égrève à l'ouest et de Saint-Martin-le-Vinoux à l'est et au sud ; le versant septentrional, à partir d'une cime secondaire, occupe le territoire de Quaix-en-Chartreuse. Par là même, la montagne domine une partie de l'agglomération grenobloise et se trouve à près de cent kilomètres au sud-est de Lyon. Elle appartient au massif préalpin de la Chartreuse et compose l'extrémité méridionale de son axe médian.
La montagne est entourée par le Rachais (1 050 m) à l'est, l'aiguille de Quaix (1 143 m) au nord-nord-est et le rocher de l'Église (1 300 m) au nord-nord-ouest. À l'ouest et au sud, elle surplombe une partie de la cluse de l'Isère, parfois appelée pays du Sud-Grésivaudan.

### Topographie
Le Néron est une montagne fortement individualisée. Elle est séparée des autres sommets de Chartreuse par le col de Clémencières (621 m) à l'est et par les gorges de la Vence, affluent de l'Isère, au nord.

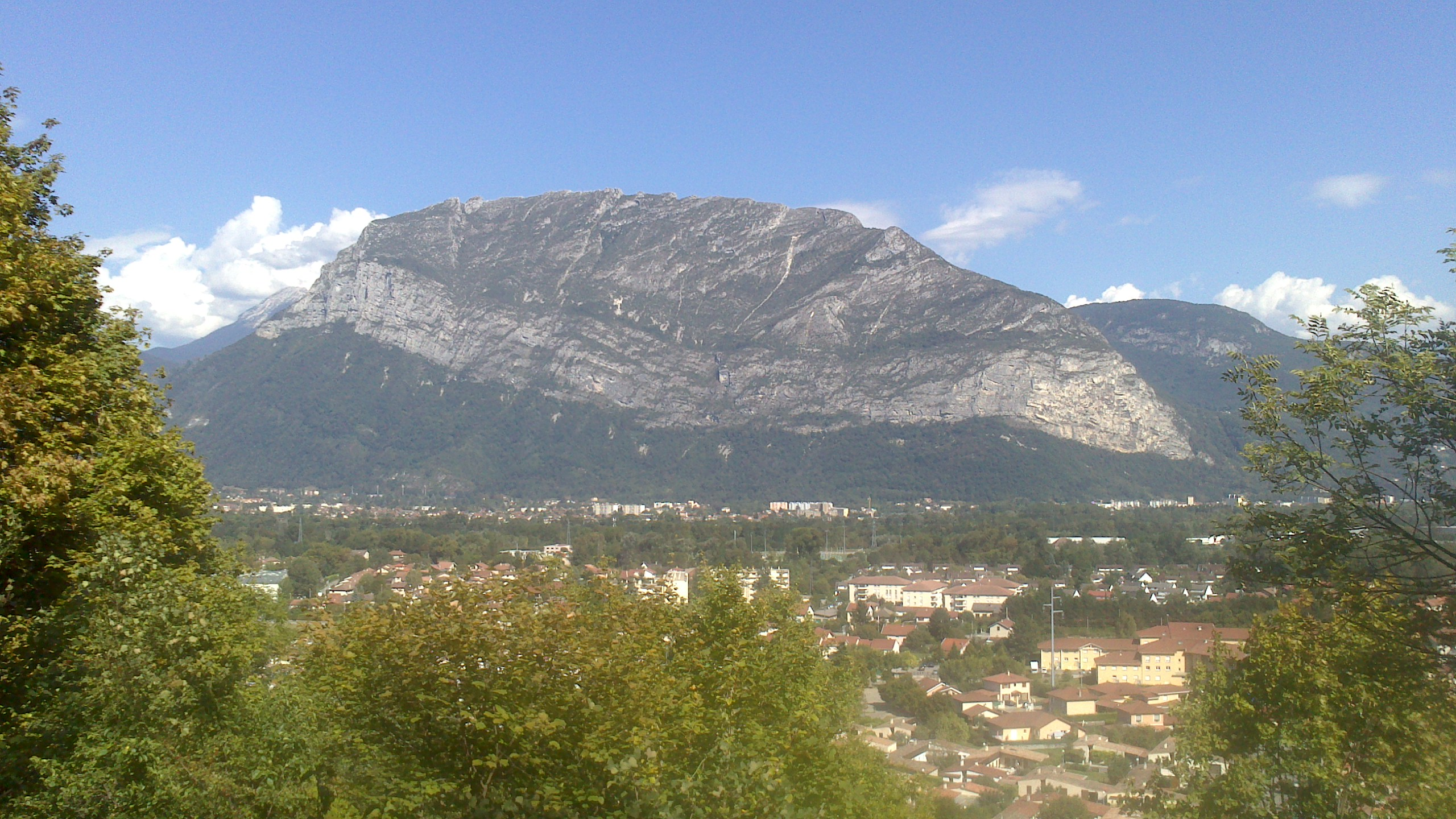
Vue du versant occidental du Néron depuis Sassenage.

Vue de l'est ou de l'ouest, la montagne a la silhouette d'une croupe arrondie de trois à quatre kilomètres de long s'élevant vers le nord ; vue du sud ou du nord, elle montre un profil prononcé en arête. Le versant occidental présente de grands pans inclinés qui se terminent par des parois rocheuses dominant des talus. Il est parcouru, du nord au sud (de gauche à droite vu depuis la vallée), par le ravin Ullrich, le couloir de l'Avalanche (nommé en 1886 après un éboulement,) et un autre pierrier non nommé sur les cartes IGN qui s'est fortement développé depuis l'incendie de 2003. Le versant oriental est constitué de falaises de 150 à 200 mètres de hauteur surplombant des éboulis. Celles-ci sont entrecoupées par quatre brèches principales nommées, du nord au sud, couloir de Quaix, couloir de Clémencières, couloir Godefroy et couloir en Z. La cime principale, qui culmine à 1 299 mètres, se trouve entre le ravin Ullrich et le couloir de l'Avalanche, environ à la hauteur du couloir Godefroy ; elle est toutefois peu prononcée. La cime secondaire, ou sommet nord anciennement connu sous le nom de Croix-Chabert, s'élève à 1 294 mètres d'altitude et constitue le rebord septentrional de la brèche séparant le ravin Ullrich du couloir de Clémencières. L'extrémité méridionale de la montagne, au-dessus du hameau de la Buisseratte, est occupée par une balme visible depuis certains points de la vallée.

### Géologie

Carte géologique du Néron.

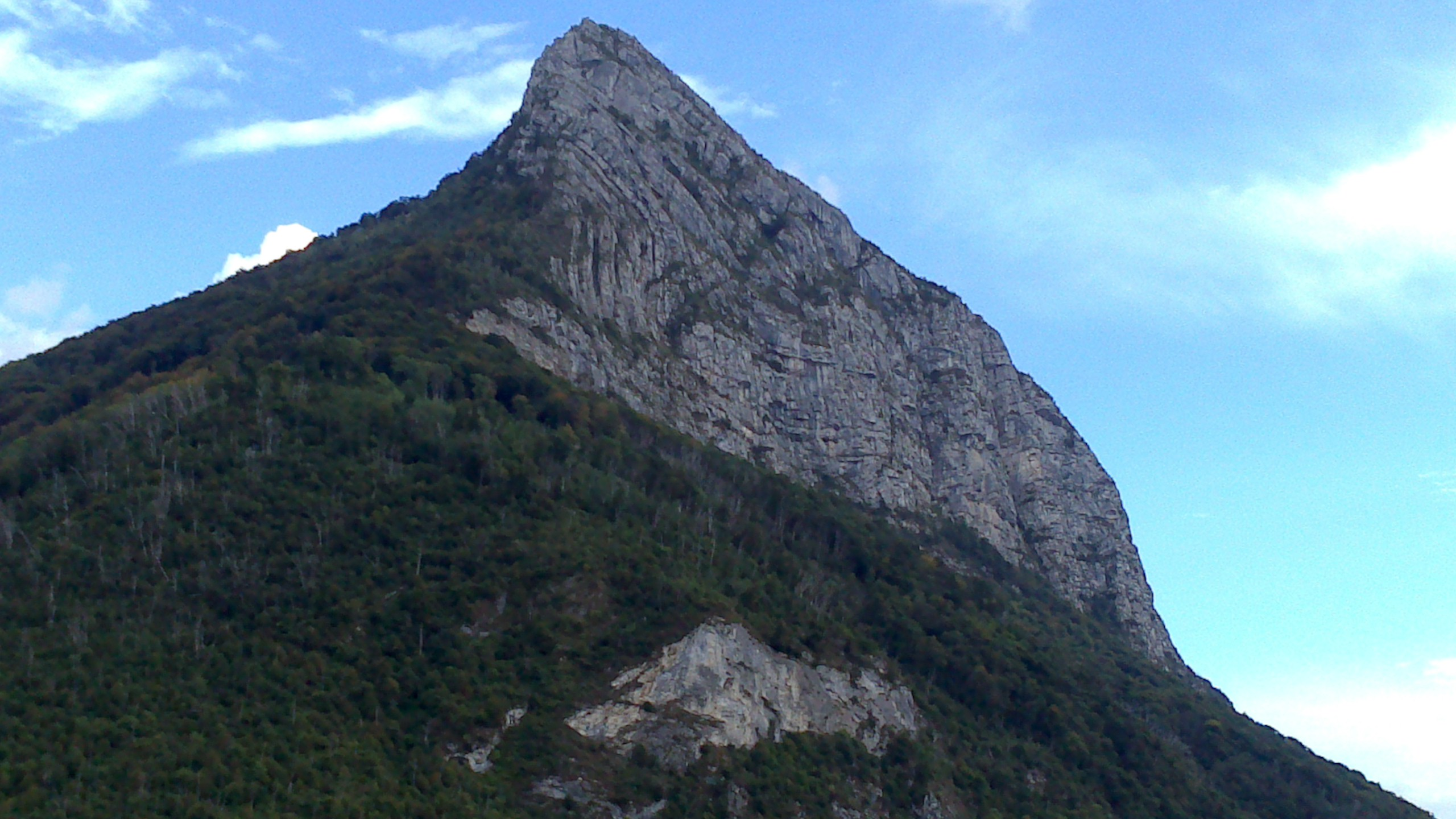
Vue de l'extrémité septentrionale de la crête calcaire du Néron mettant en évidence un pli anticlinal secondaire dans le synclinal principal.

Le Néron est composé presque exclusivement de calcaires du Crétacé inférieur constitués dans la Téthys. La fermeture de cette mer suivie de la formation des Alpes entraîne, au début du Miocène, la formation d'une nappe de charriage et repousse vers le nord-ouest tout en les soulevant les roches sédimentaires. Les grands pans inclinés du versant occidental forment un volet synclinal perché avec un faciès urgonien très dur, d'origine corallienne, caractéristique des Préalpes. Il est niché sur un plissement de calcaires du Hauterivien, riches en fossiles, et du Fontanil. Le tout chevauche à l'ouest des calcaires du Sénonien qui ont été renversés lors du plissement. La base de la montagne, à l'est, est constituée de roches marno-calcaires du Berriasien comportant des ammonites et des bélemnites fossilisées. Cette roche, relativement foncée en raison de la présence de bitume, blanchit en s'oxydant. Au nord-ouest du Néron, le long du cours de la Vence, se trouvent des molasses et conglomérats du Miocène,.
Au cours de la glaciation de Riss (vers 370 000 à 130 000 ans BP), le Néron est entièrement recouvert — ou presque (marge d'erreur de vingt mètres) — par le glacier de l'Isère qui s'épanche globalement du nord-est au sud-ouest. Seules les cimes 1 299 mètres et 1 294 mètres ont pu émerger. En revanche, les eaux de ruissellement ont franchi avec certitude cette dernière, la cime septentrionale, et ont creusé le ravin Ullrich en aval dans le versant occidental. Au cours de la glaciation de Würm (vers 125 000 à 11 430 ans BP), la surface du glacier atteint 1 050 à 1 100 mètres d'altitude au niveau du col de Clémencières. L'aspect plus arrondi de la crête et la présence de roches moutonnées en dessous de l'épaulement méridional coté 1 007 mètres montrent qu'une érosion glaciaire secondaire a eu lieu à cette époque. De plus, le large couloir en face ouest, qui prend naissance sur une centaine de mètres de large entre les bosses 1 007 mètres et 1 100 mètres, est le résultat d'un écoulement massif d'eaux glaciaires latérales vers les profondeurs du glacier. Elles sont grossies par les eaux de ruissellement qui sont repoussées vers la rive droite par les confluences glaciaires au niveau de l'ombilic grenoblois,. Les glaciers laissent plusieurs blocs erratiques sur le versant occidental du Néron ; des moraines sont également présentes tout le long du piémont oriental, au niveau de la Monta et entre le Muret et la Buisseratte sur le piémont occidental.

### Climat
Le massif de la Chartreuse est soumis à un climat océanique montagnard. Il agit comme une barrière face aux vents dominants d'ouest venant de l'océan Atlantique et reçoit ainsi une grande quantité de précipitations, avec un pic au début du printemps et un autre au début de l'automne. Un tiers de ces précipitations se produit sous forme de neige. De ce fait, l'épaisseur du manteau neigeux au col de Porte (1 326 m, altitude comparable au sommet du Néron) avoisine un mètre fin février, mais a atteint des hauteurs record de 200 à 230 centimètres pour la même période en 1979, 1982 et 1985. Toutefois, l'enneigement moyen, qui a diminué de moitié depuis cinquante ans, est mesuré à cinquante centimètres en moyenne depuis dix ans au cours de l'hiver. Ainsi, depuis les années 2000, la neige se maintient en moyenne 150 jours par an au col de Porte, soit trente jours de moins que dans les années 1960 ; la présence d'un manteau neigeux supérieur à un mètre a reculé de quinze jours tous les dix ans en moyenne sur la même période. Cette observation coïncide avec une hausse des températures de 1,4 °C depuis un demi-siècle sur une période du 1er décembre au 30 avril.

### Faune et flore
Le chevreuil, le sanglier et le renard occupent les bois du Néron. Deux espèces d'oiseaux protégées au titre de la directive européenne qui leur est propre sont présentes : le Circaète Jean-le-Blanc et le Faucon pèlerin,.
Une plante est susceptible d'être l'objet d'une protection préfectorale, le Polystic à aiguillons, une espèce de fougère. Parmi les autres espèces végétales figurent l'Aconit anthore, le Capillaire de Montpellier, l'Arabette droite, l'Arabette des rochers, l'Arabette scabre, l'Argyrolobe de Linné, l'Armoise blanche, l'Asperge à feuilles étroites, le Campanule carillon, le Centranthe à feuilles étroites, le Sumac fustet, le Daphné des Alpes, l'Œillet des rochers, le Doronic à feuilles cordées, le Fusain à larges feuilles, le Jasmin ligneux, le Genévrier thurifère, le Limodore à feuilles avortées, l'Ophrys abeille, le Rouvet blanc, le Pistachier térébinthe, le Polypode austral, l'Orpin de Nice, le Silène à petites fleurs, la Spiranthe d'automne et la Stipe pennée.

Carte de l'habitat botanique naturel au Néron d'après une étude menée en 1915.

Une « étude botanique de la montagne du Néron » est menée en 1915 par J. Breton et J. de la Brosse. Si elle est rendue en partie obsolète par l'incendie de l'été 2003, elle a toutefois mis en évidence l'existence de plusieurs zones végétales, dont une flore méridionale. Au nord et au nord-est de la montagne, des Batteries à Ripaillère jusqu'aux grands couloirs, se trouve la zone des hêtres associés aux tilleuls ; la présence du Pin sylvestre, du Sapin blanc et du Châtaignier commun est également notée dans ces forêts, tandis que des espèces adaptées aux sols frais et humides, comme la Fougère aigle, la Doradille noire, l'Asplénium des fontaines, le Capillaire vert ou la Mercuriale vivace couvrent les sous-bois. Le sud-est de la montagne, de Gatinet à Narbonne, est occupé par la zone des chênes associés dans les sols calcaires secs aux genévriers et dans les marnes humides aux Fougères aigles et aux châtaigniers. Sous ces deux zones, en dessous de 650 mètres d'altitude, dans les terrains anciennement plantés de vignes, se trouve la zone dite des truffes ; elle est occupée au sud par le noisetier, le chêne, le genévrier, le tilleul, le prunellier, le Pin d'Alep, le Pin sylvestre, le cormier, l'Aubépine épineuse et l'Alisier blanc qui peuvent donner la truffe noire, alors qu'au nord poussent le bouleau, le peuplier et le saule qui peuvent donner la truffe blanche d'été voire la truffe musquée. Toutefois, la zone la plus remarquable d'après Breton et Brosse est celle des plantes méridionales, présente dans les rochers et les pelouses sèches des versants exposés au sud, essentiellement de l'Hermitage au pré Néron, mais s'étendant jusqu'à la Buisseratte et la Fontaine Vierge d'une part et le poste romain d'autre part. C'est la zone de prédilection du buis et, dans une moindre mesure, du Genévrier thurifère et du Pistachier térébinthe, dont certains spécimens pouvaient alors atteindre six mètres chacun et être exploités pour leur bois, ainsi que du Nerprun alaterne. Ils y répertorient aussi l'Érable de Montpellier, l'Érable à feuilles d'obier, l'Æthionème des rochers, le Muflier à grandes fleurs, l'Argyrolobe de Linné, l'Asphodèle ramifié, l'Astragale de Montpellier, le Brome de Madrid, le Brome rouge, le Campanule carillon, la Cupidone bleue, la Centaurée à panicule, le Centranthe à feuilles étroites, le Cétérach officinal, le Baguenaudier arborescent, la Coronille naine, le Fumana vulgaire, l'Hélianthème de Spach, le Gaillet oblique, le Gaillet luisant, la Laitue vivace, le Laser odorant, le Laser siler, le Liondent crépu, la Linaire à feuilles d'Origan, le Lin à feuilles étroites, le Chèvrefeuille d'Étrurie, la Mélique ciliée, la Bugrane très grêle, le Rouvet blanc, le Sumac fustet, la Garance voyageuse, le Fragon faux-houx, la Saponaire de Montpellier, l'Orpin de Nice et la Stipe pennée. Cette zone est la plus durement touchée par l'incendie de l'été 2003.

## Histoire

### De l'Antiquité à l'époque moderne

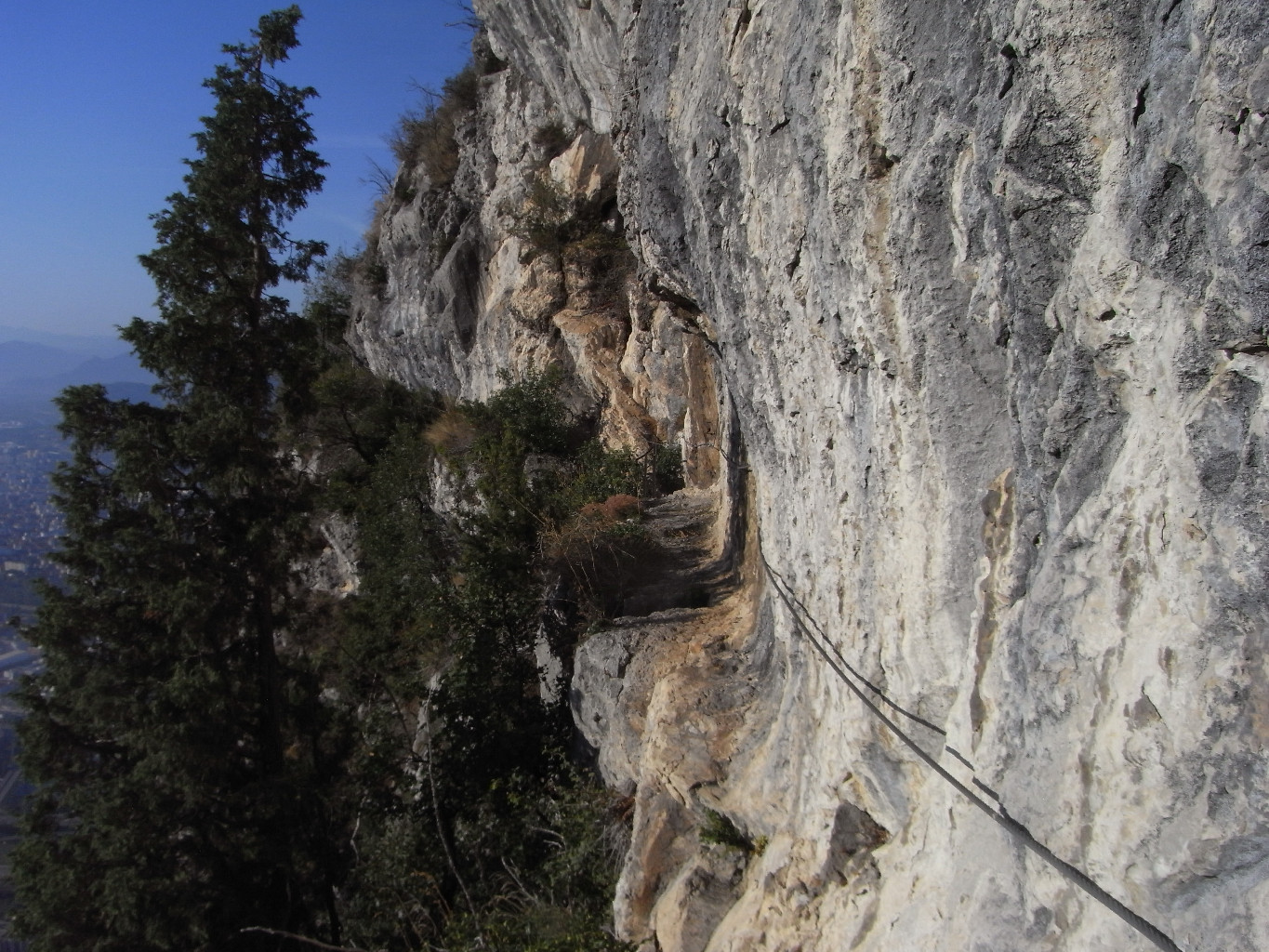
Vue contemporaine du chemin romain en encorbellement équipé de câbles ; on peut distinguer la passerelle Hippolyte Müller au centre de la photo.

Des remparts sont construits autour de la cité antique de Cularo (Grenoble) à la fin du IIIe siècle, sous les règnes communs des empereurs romains Dioclétien et Maximien, afin notamment de se prémunir des invasions barbares. Les villages environnants ne disposant pas de telles fortifications, les habitants décident toutefois d'aménager des refuges en montagne. C'est ainsi que l'extrémité méridionale de la crête du Néron et la balme de l'Hermitage, à ses pieds, sont occupées en période d'agitation. Le poste haut, plate-forme naturelle de 150 mètres de long et 40 mètres de large à environ 750 mètres d'altitude, attire l'attention du gouverneur de Cularo, qui y voit une sentinelle imprenable sur la cluse de l'Isère. Les ingénieurs romains l'estiment propice à l'établissement d'un guet assurant une communication par signaux de fumée. Ils construisent alors un chemin muletier entre Narbonne et les escarpements du versant oriental, puis taillent un étroit chemin en encorbellement dans le rocher à l'aide de pics et de broches. Plusieurs travailleurs, suspendus dans le vide par une corde afin d'accélérer le chantier, meurent. Une passerelle provisoire permet de franchir une brèche et de transporter les matériaux. La partie haute du chemin, jusqu'au poste romain, est finalisée. Une nouvelle passerelle, ayant à la fois une vocation défensive, est construite ; elle repose sur des poutres coincées dans des mortaises taillées dans la roche et son tablier est fait de longrines, tandis que son extrémité amont est barrée par une porte et deux gardes. La plate-forme prévue pour le poste romain est déboisée et nivelée. Une citerne de quatorze mètres de long, sept mètres de large et deux mètres à trois mètres cinquante de profondeur est creusée ; elle est étanchéifiée avec un mortier de chaux grasse et de pierre broyée, puis probablement couverte par une toiture en bois couverte de tuiles. L'eau recueillie par ses gouttières et celles des toits des bâtiments environnants sert à alimenter le bassin. Le sol des habitations est à son tour couvert par un mortier et des briques servent au dallage. Malgré tout, ce poste reste peu occupé, sauf vers 352-353 lorsque Magnence est vaincu par Constance II à la bataille de Mons Seleucus (aux alentours de La Bâtie-Montsaléon dans les Hautes-Alpes), en 383 quand Gratien est assassiné à Lugdunum après sa défaite à la bataille de Lutèce et sa déroute, et en 413 lorsque l'usurpateur gallo-romain Jovin est capturé à Valence par le roi wisigoth Athaulf. À chaque fois, les populations se mettent alors à l'abri pour éviter les bandes de fuyards qui pratiquent des pillages.
Lors de la victoire des Goths, les habitants se réfugient soit au sein des remparts de Gratianopolis (nouveau nom de Cularo) avec leur bétail, soit une nouvelle fois sur la montagne. Par la suite, au haut Moyen Âge, le Grésivaudan, peu prospère et présentant alors une situation peu stratégique, est relativement épargné par les invasions. Ainsi, entre l'arrivée pacifique des Burgondes vers le milieu du Ve siècle et les conquêtes transalpines de Charlemagne dans la seconde moitié du VIIIe siècle, l'existence des refuges est retombée dans l'oubli. Le chemin romain est détruit par les intempéries et la végétation, la passerelle s'écroule. Le Néron redevient inaccessible.

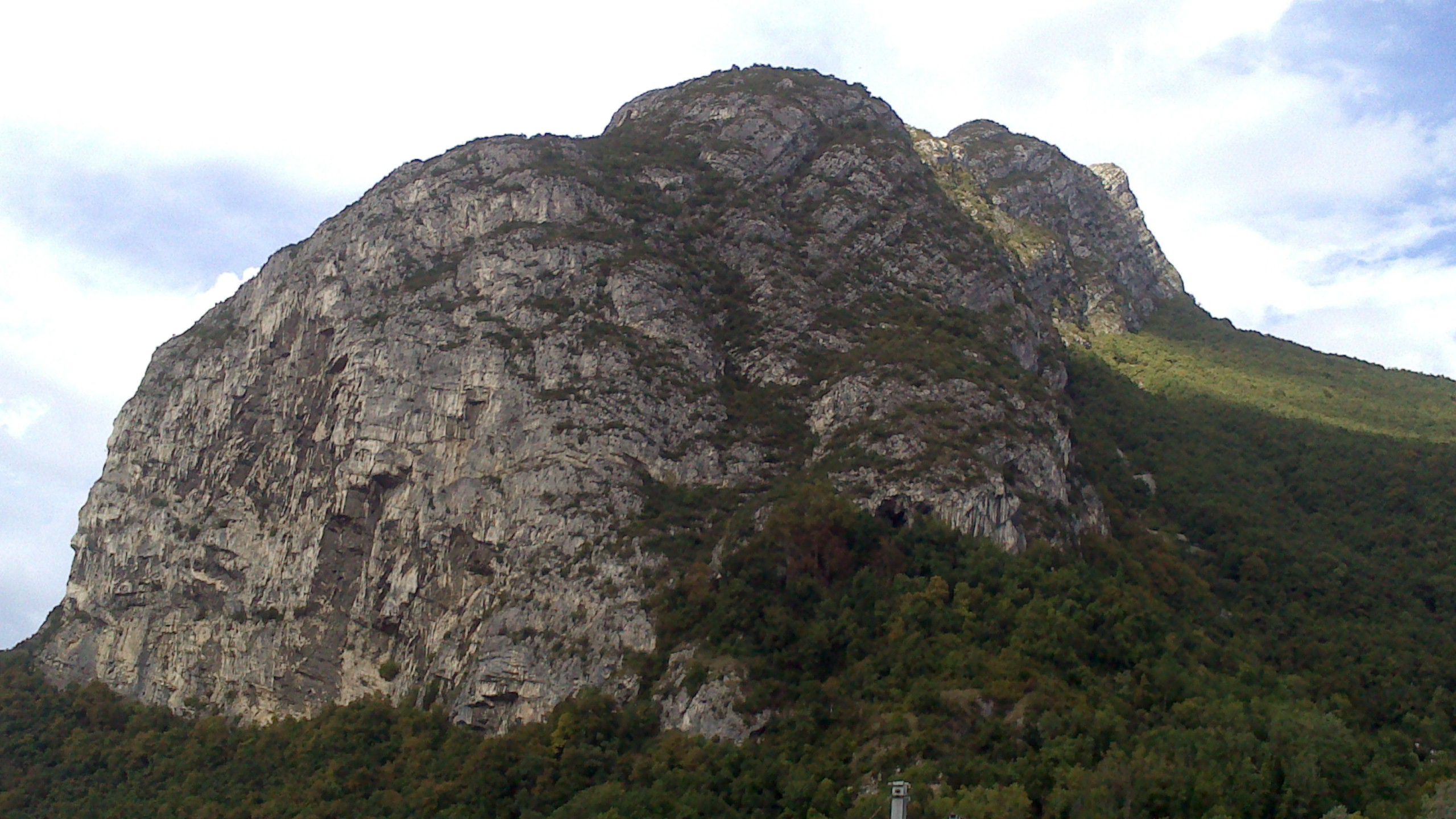
Vue de l'extrémité méridionale du Néron depuis le hameau de la Buisseratte, avec la balme de l'Hermitage en bas à droite des parois rocheuses.

L'existence d'une villa Chaorce à la balme, ou pertuis du Néron, au pied des parois à l'extrémité méridionale de la montagne, est attestée en 1044 en tant que siège d'un mandement. La première mention du château de la Balme en tant que tel apparaît au début du XIIe siècle dans les chartes de l'évêque Hugues de Grenoble. Un de ses plus importants propriétaires est Jarenton de la Balme, qui perçoit une grande part des impôts sur ce fief. Les descendants de cette famille sont cités jusqu'à la fin du siècle suivant. Le domaine comporte une chapelle privée. Déjà, des vignobles permettent de produire un vin proche du marsala. Il est acquis brièvement par Siboud de Châteauneuf, seigneur de Bouqueron, à Corenc, avant d'être revendu en 1283 à Guillaume III de Royn. Celui-ci souhaite en faire une maison fortifiée et résidence de campagne des évêques de Grenoble, non sans déclencher une querelle avec le co-seigneur de Saint-Martin-le-Vinoux et avec la collégiale Saint-André, voire le dauphin lui-même. Une fois les différents réglés, les successeurs à l'évêché abandonnent toutefois progressivement le pertuis du Néron, au profit de celui de la Plaine, devenu couvent Bon Pasteur à Saint-Martin-d'Hères ; le château de la Balme tombe progressivement en ruine. En tant que bien de l'Église, il est cédé le 16 novembre 1592, après un édit de Henri IV, à Urbain Fléard. Son héritière le lègue à Jean du Faure, co-seigneur de Saint-Martin-le-Vinoux. Il est alors occupé quelque temps par Jacques Magnin puis Madelein Mansuel qui y vivent en ermites. Jean-Benoît du Faure, à la mort de son père, vend le domaine le 30 avril 1621 pour 250 livres à l'ordre des Ermites déchaux de Saint-Augustin de Villard-Benoît, à Pontcharra. Ils rénovent entièrement les bâtiments et en font le couvent de l'Hermitage. Il s'étend sur 142 m2 et trois niveaux : les caves et le pressoir au rez-de-chaussée pour exploiter le raisin qu'ils cultivent, cinq pièces communes et la chapelle Notre-Dame au premier étage, une grande salle et neuf cellules au second. Ils acquièrent également diverses parcelles, essentiellement boisées, pour atteindre près de neuf hectares. En 1632, ils obtiennent une parcelle au pré de la Trésorerie pour y construire une église et un couvent. Bien qu'une bulle pontificale d'Innocent X, au milieu du XVIIe siècle, confirme la possession du domaine à la balme de l'Hermitage, il est délaissé ; seuls y demeurent dans un premier temps un père et deux frères, puis dès le début du XVIIIe siècle seulement un frère avec un valet chargés de l'exploitation agricole. En 1768, Jean-Jacques Rousseau et l'avocat Gaspard Bovier, chez qui il réside, aperçoivent le couvent au cours d'une de leurs promenades. La Révolution française met un terme à l'occupation des Augustins.
Dans la première moitié du XIIe siècle, la forge fait son apparition dans la région par le biais des Chartreux pour le besoin des Croisades. Ils se fournissent en minerai de fer au col de la Charmette. Pour alimenter un seul fourneau en charbon de bois, il est nécessaire d'exploiter annuellement 2 000 hectares de forêt de Chartreuse. De nombreux bûcherons-charbonniers œuvrent clandestinement. Vers le milieu du XIVe siècle, les zones les plus accessibles sont épuisées et il est décidé de fermer les forges de Quaix et de Proveysieux ; seule celle de la Monta à Saint-Égrève est conservée. Au XVIIe siècle, l'exploitation de la forêt remonte déjà dans le versant occidental escarpé du Néron, des vioules (sentiers escarpés) sont tracées au-dessus des escarpements dans le prolongement des sentiers muletiers, et des drailles sont ouvertes suivant la technique de la bourre : de lourds fagots de bois sont précipités en haut de la pente et font éclater les arbres sur leur passage, lesquels sont récupérés en aval,. Après la Révolution française, l'exploitation devient moins intense.
Au Moyen Âge, les vignes sont partout présentes autour du Néron, que ce soit à Saint-Martin-le-Vinoux sur les coteaux méridionaux, où le vin est cité dans un guide comme étant de bonne qualité et se vend à un tarif non négligeable, ou sur les ubacs à l'instar du hameau l'Autre-Côté-de-Vence. Elles sont grimpantes, demandent peu d'entretien et sont durables. Si, au XVIIe siècle, les plus belles et les plus prolifiques appartiennent aux religieux, chacun possède son arpent. La publication du ban des vendanges donne lieu à des cérémonies et des fêtes de village.
Un des quatre établissements grenoblois de lutte contre la lèpre, d'abord nommé maladrerie de la Balme puis maladière de la Boysseracte, a également existé du XIIIe siècle au XVIIe siècle au pied du Néron, à la Buisseratte. Les malades entretiennent des champs, des vergers et des parcelles de vigne sur les pentes inférieures de la montagne. La peste fait son apparition dès 1523. Des familles entières sont mises à l'isolement à l'extérieur du village, dans des cabanes en forêt, afin de juguler l'épidémie. C'est à cette époque que des herboristes commencent à sillonner le Néron et y découvrent des plantes méridionales.

### Fréquentation contemporaine
La première victime connue du Néron est Jeanne Gaude, une jeune bergère qui se tue en gardant ses chèvres et ses moutons au-dessus de l'Hermitage en 1754. En 1816, le colonel Brun, conspirateur banni, se serait réfugié dans la grotte qui porte désormais son nom à l'extrémité septentrionale de l'arête. En 1835, la société Voisin, Gérardin, Riondet et Fils est créée afin d'exploiter une carrière de calcaire du Berriasien près du hameau de la Rivoire, au sud-est de la montagne, pour la fabrication de ciment dit « de la Porte de France »,.
Si Thouvenel effectue des relevés topographiques en août 1776, la première vague d'exploration du Néron survient entre 1836 et 1839. Les scientifiques et militaires sont accompagnés soit de Galle, de Quaix-en-Chartreuse, soit de Garrel, du hameau du Muret à Saint-Égrève. En 1858, Adolphe Clopin, âgé de 25 ans, qui avait réalisé l'ascension de la montagne avec ses deux frères, se tue à la descente. Plusieurs journaux relatent le fait-divers dans les jours et les années qui suivent. En 1862, la première collection des Guides Joanne, fondée quelques années auparavant par Adolphe Joanne, qui œuvre en raison de ses amitiés à Saint-Égrève pour que le Néron figure parmi les courses contenues dans l'ouvrage, mentionne :

« Course très difficile et très dangereuse, que nous n'indiquons ici que pour dissuader les touristes de l'entreprendre. [...] Ses flancs escarpés paraissent inaccessibles ; on peut les gravir cependant, mais sur un seul point. [...] Du reste, cette ascension n'offre d'autre récompense que la satisfaction puérile d'avoir triomphé d'une difficulté naturelle, en apparence insurmontable. [...] Du hameau de Narbonne, on se dirige obliquement à travers les prés et les taillis vers un point situé à peu près au milieu de la montagne (dans le sens de sa longueur) et indiqué par la teinte jaunâtre des rochers. C'est le seul chemin conduisant à la crête qui est très étroite et tellement escarpée partout ailleurs qu'elle est inabordable. Plusieurs jeunes gens qui avaient entrepris cette ascension il y a quelques années ont péri à la descente, beaucoup plus dangereuse que la montée. »

— Guides Joanne
Dans la seconde moitié du XIXe siècle, Émile Viallet répète l'ascension à de nombreuses reprises tandis que les itinéraires se diversifient. La première traversée intégrale des arêtes du Néron est probablement l'œuvre de Gambiez, capitaine du Génie à Grenoble et membre du Club alpin français, et de Lelong, membre de la Société des touristes du Dauphiné, en 1884. Gambiez est chargé d'effectuer des reconnaissances afin d'établir des batteries dans les hauteurs du Néron pour compléter les fortifications pensées par Cosseron de Villenoisy. Lelong rapporte que la montagne a, déjà à l'époque, mauvaise réputation en raison des promeneurs égarés voire des morts. Gambiez réalise une première approche depuis le Muret, au pied du versant occidental, le 29 octobre. Finalement, le 6 novembre, les deux amis partent du hameau l'Autre-Côté-de-Vence, à l'extrémité nord-est de la montagne, à Quaix. Ils sont accompagnés du père Galle, de son neveu Marius Giraud, qui fait office de porteur, et de deux autres personnes anonymes. Ils gravissent la « cheminée de Quaix », probablement le couloir de Clémencières. Le père Galle et Marius Giraud les quittent après leur avoir indiqué la suite de l'itinéraire à suivre. La traversée du nord au sud, jusqu'au hameau de Narbonne, à Saint-Martin-le-Vinoux, dure onze heures et demie. Gambiez et Lelong écrivent chacun, à l'issue de leur expédition, un compte-rendu qui illustre les difficultés techniques de la montagne ; Gambiez rejette la possibilité d'installer des batteries sur l'arête et expose les différentes alternatives en fonction des ouvrages déjà existants,,. Le 26 mars 1891, René Godefroy, également officier du Génie, gravit pour la première fois le couloir qui porte son nom, dans l'itinéraire qui restera longtemps connu sous le nom de « voie royale du Néron ». La construction de la route des Batteries est lancée la même année par l'entreprise E. Machot au départ du hameau de Ripaillère pour une longueur d'environ 2,5 kilomètres. Elle est supervisée par le chef de bataillon Faure, du 14e corps d'armée du Génie de Grenoble. Une voie ferrée est mise en place en bordure du chemin pour évacuer les remblais,.
C'est à cette occasion, également le 26 mars, qu'est découvert par le capitaine Delahet l'ancien chemin romain en encorbellement et les vestiges de l'antique passerelle de dix mètres de longueur, dans les escarpements sud-est de la montagne,. La brèche qu'elle franchissait est traversée pour la première fois quatre ans plus tard par Flusin et Chaumat, puis par Thorant et Dodero. En 1893, l'archéologue Hippolyte Müller découvre, sur la propriété de F. de Villenoisy à la balme de l'Hermitage, des artéfacts du Néolithique, de l'âge du bronze, de l'époque romaine et burgonde,. Le 15 mai 1898, après quatre années de recherches, le scientifique découvre la citerne du poste romain au pré Rencurel, probablement du nom du berger qui l'a jadis occupé, dans l'extrémité méridionale de la crête,. De nouvelles séries de fouilles, menées pendant une douzaine d'années au poste et au chemin romains, mettent au jour de nombreux fragments de tuiles, des débris de verre, de la ferraille (clous, anneau, lame de couteaux, fragments d'armure), de la poterie, de la céramique, de la monnaie, dont un bronze de Claude II, des outils de cordonnerie et autres objets métalliques, mais également un broyeur en quartzite antérieur à l'époque romaine. Elles aboutissent à la découverte du squelette d'un probable ouvrier mort par accident lors du creusement de la paroi,.
La batterie du Néron est achevée en 1893, après deux ans de travaux menés par l'entreprise Fayolle Joseph et le génie militaire,, autour de 713 mètres d'altitude à l'extrémité septentrionale de la montagne,. Les matériaux ont été acheminés par la voie ferrée ayant servi à la construction du chemin. La batterie complète le dispositif défensif du fort du Saint-Eynard. En raison de sa situation, elle est dépourvue de périmètre de défense,. Elle est dotée de six emplacements pour pièces d'artillerie, d'un bâtiment de casernement à deux étages pour un officier, trois sous-officiers et 52 soldats, et d'un tunnel avec magasins à poudre, à artifices et à munitions comportant deux ateliers de confection,,. L'eau est fournie par une citerne. Au début de la Première Guerre mondiale, l'artillerie se compose de six canons de 120 mm L modèle 1878 pointés deux par deux vers Saint-Égrève, le hameau du Gua à Proveysieux et Sarcenas. L'électrification est prévue afin de communiquer par télégraphe.

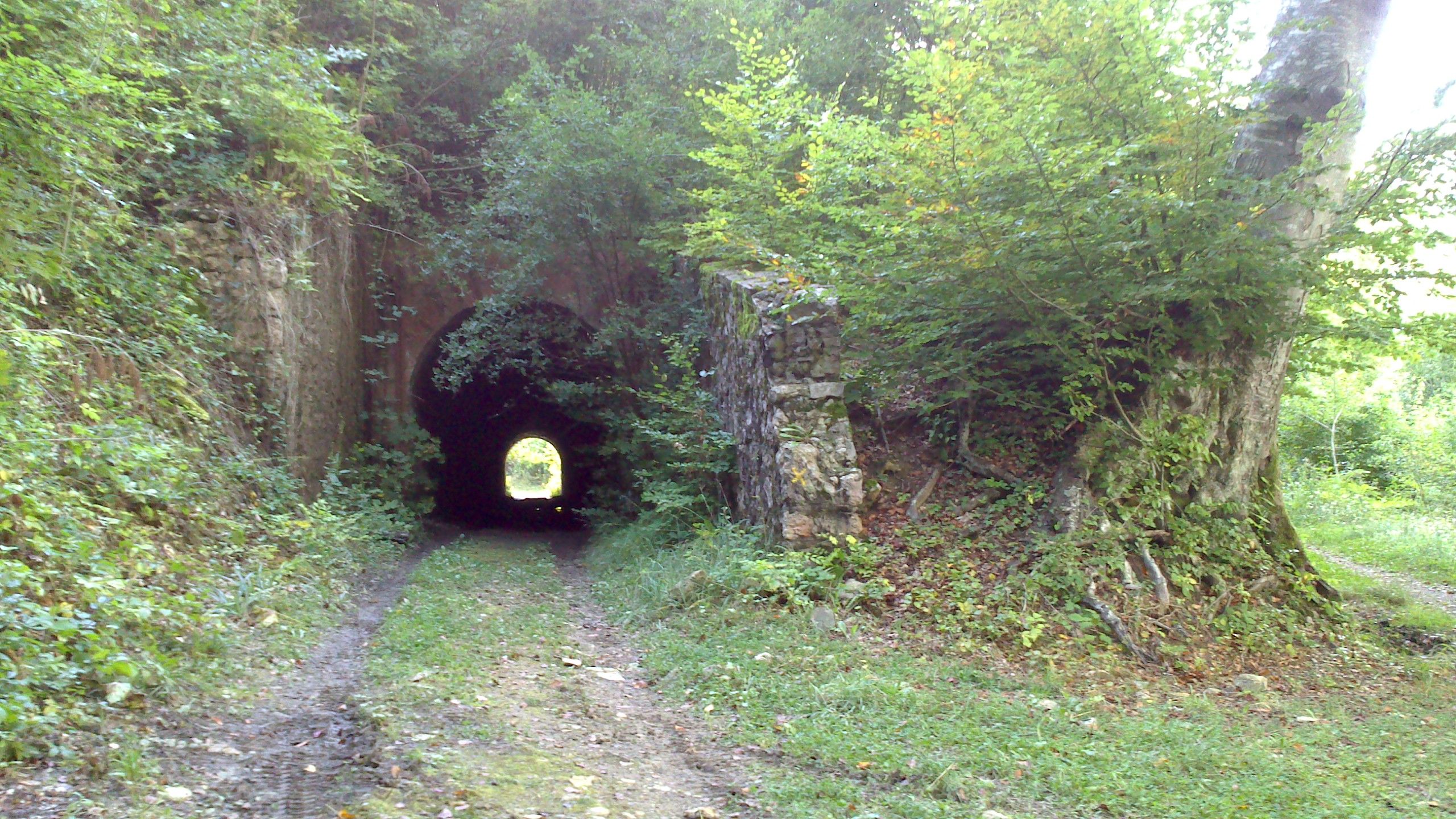
Vue de l'entrée sud-est du tunnel, contourné à droite par un chemin.
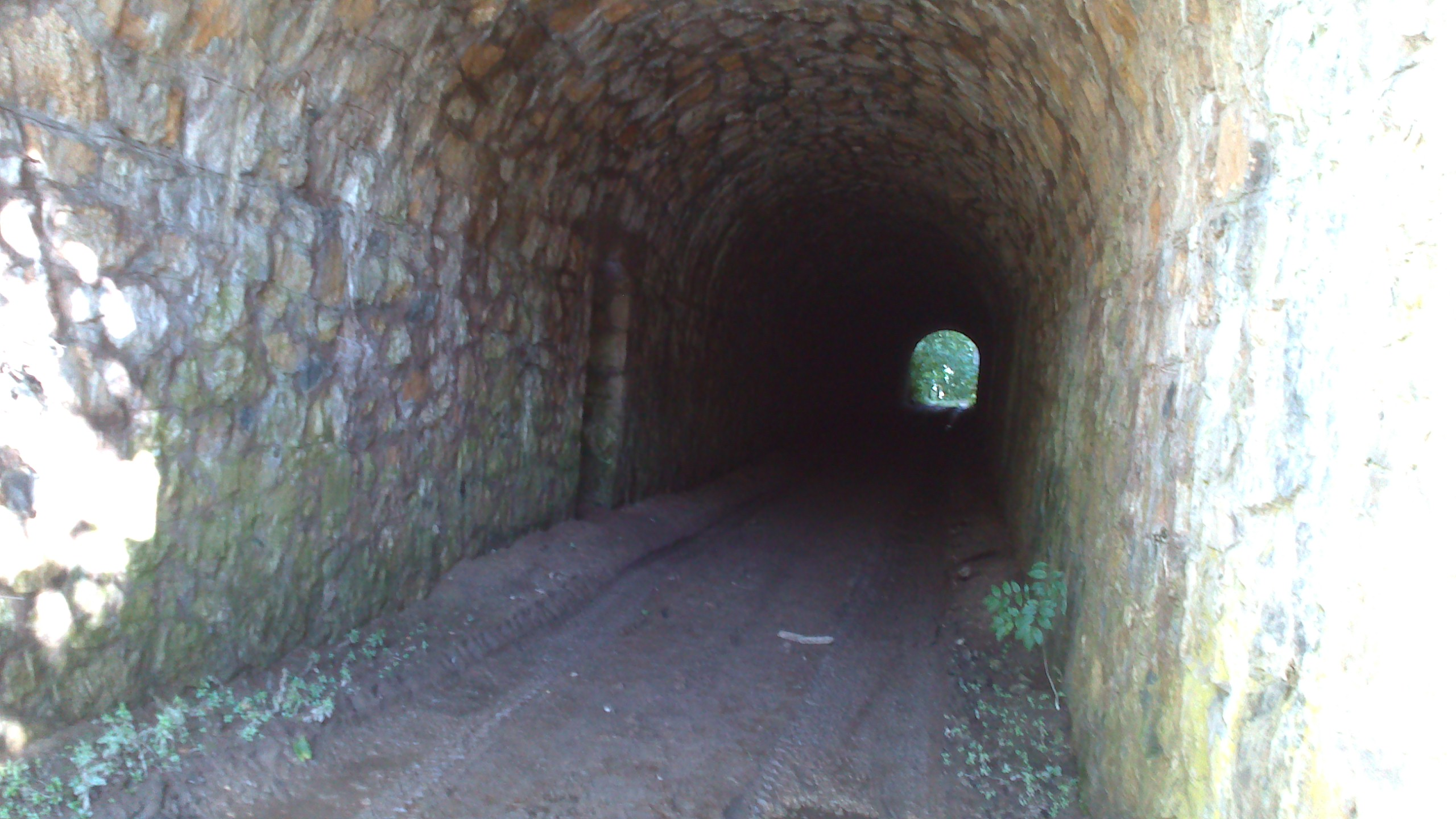
Vue de l'entrée nord-ouest du tunnel ; la niche visible à gauche est le magasin aux munitions[37].
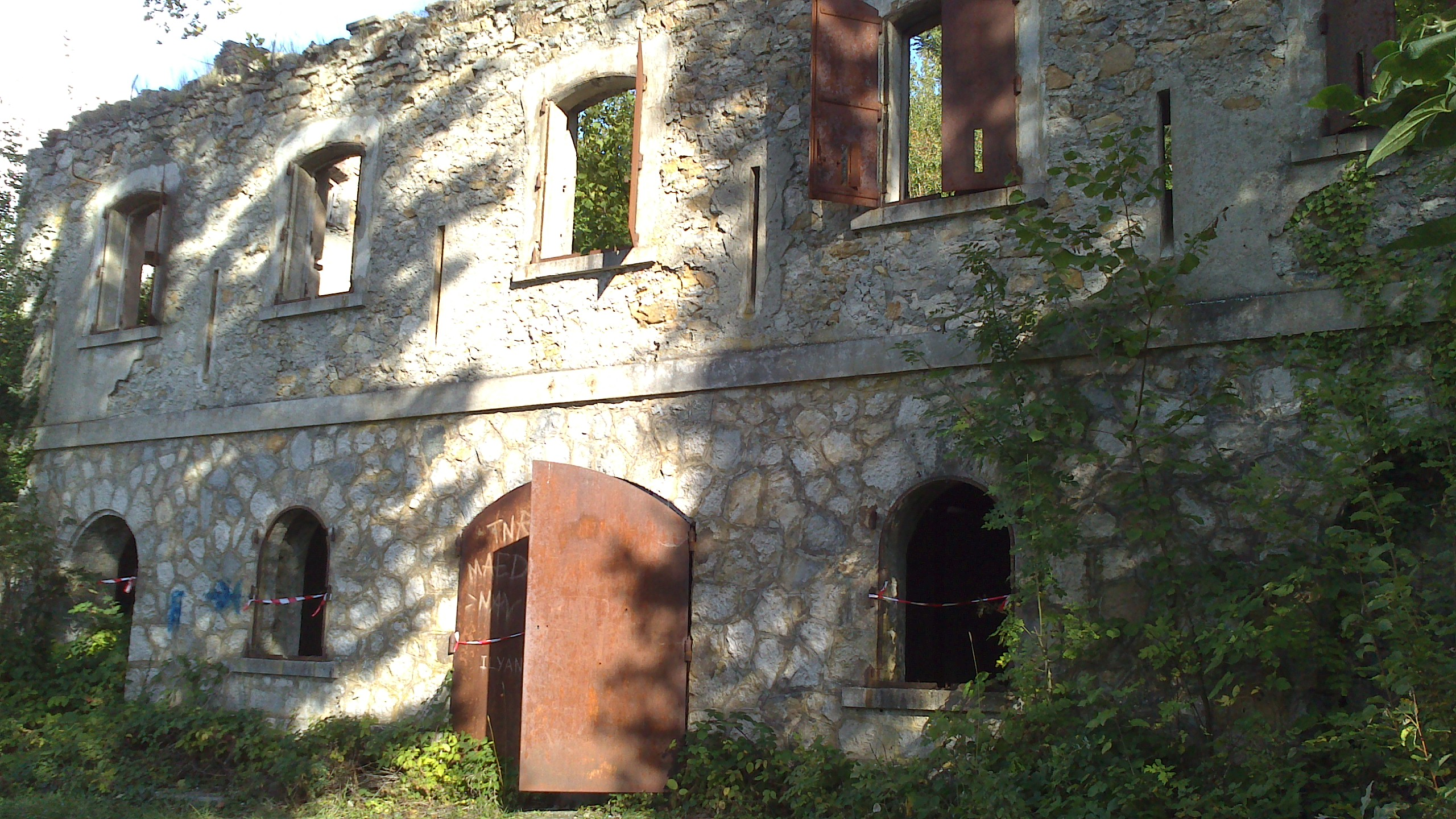
Vue de la façade nord du bâtiment de casernement.
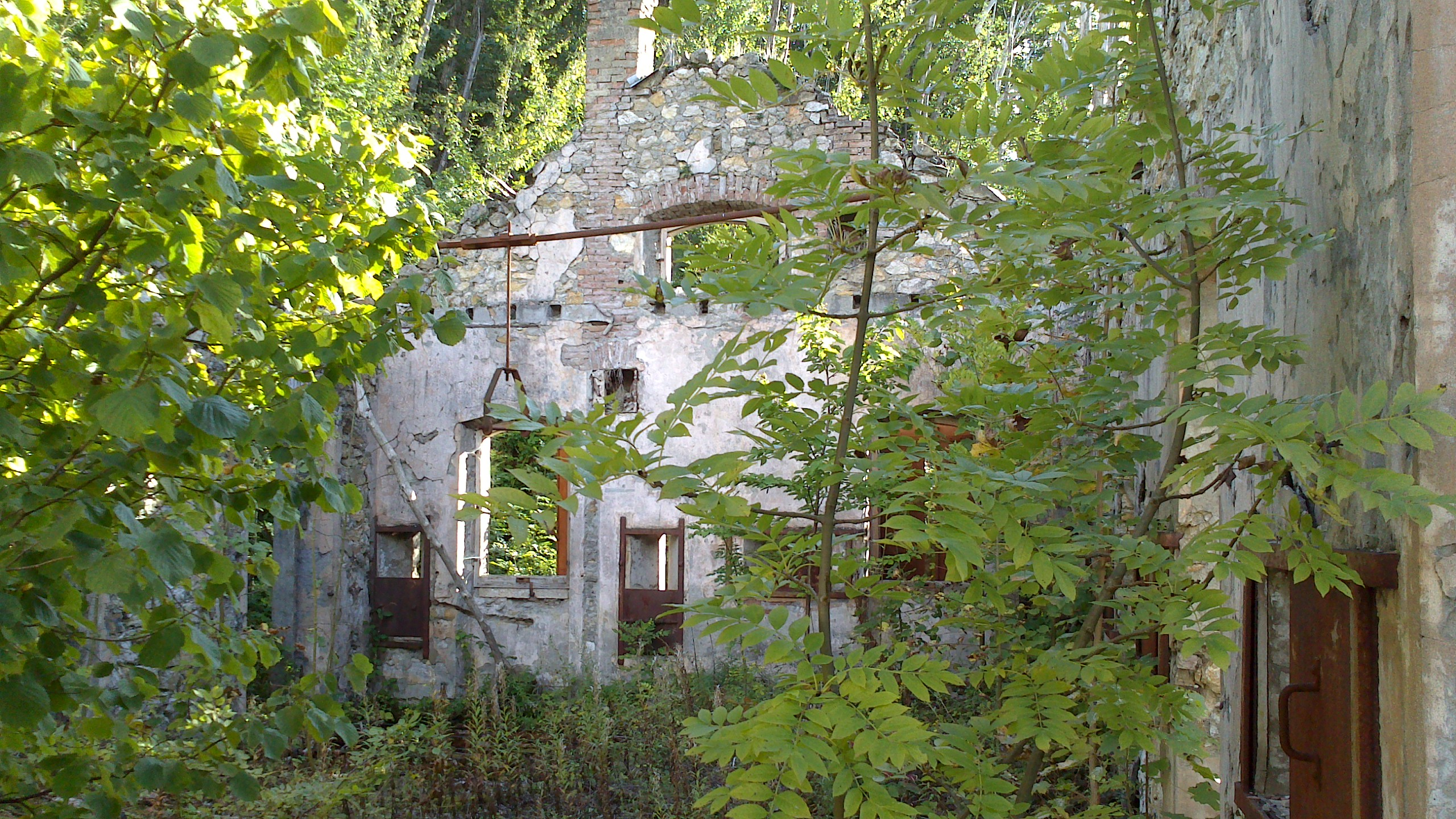
Vue du premier étage du bâtiment de casernement, envahi par la végétation.

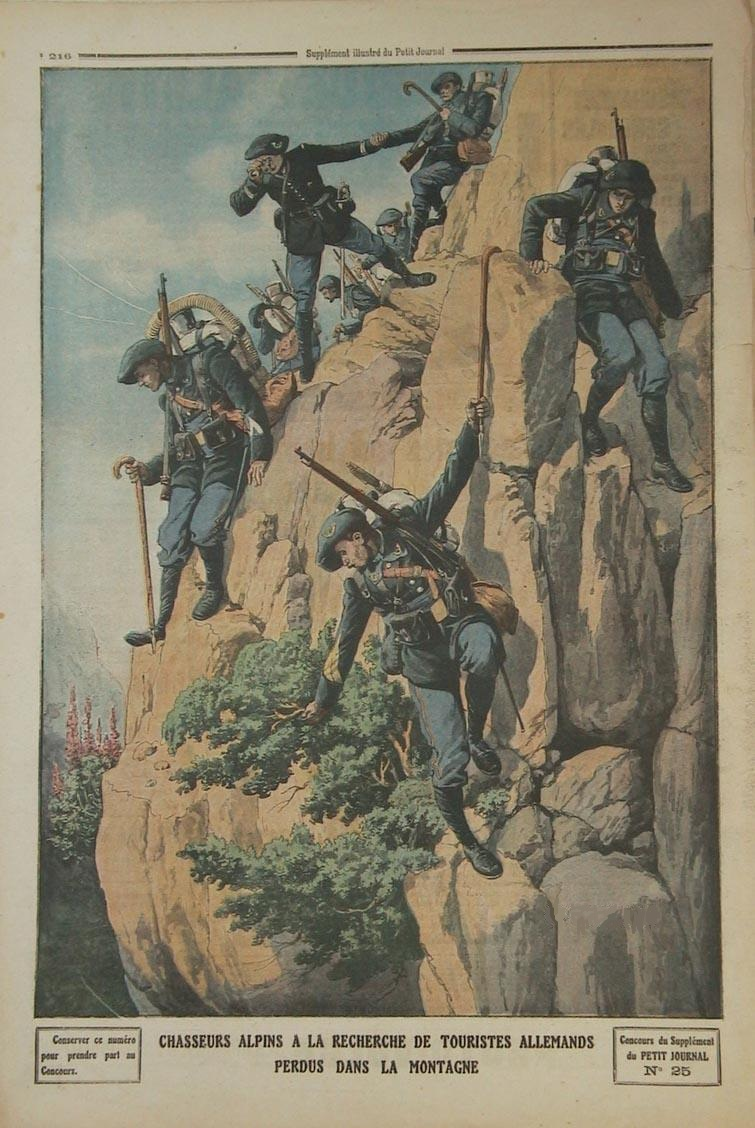
« Chasseurs alpins à la recherche de touristes allemands perdus dans la montagne » : supplément du Petit Journal no 25 du 7 juillet 1912.

Au tournant des XIXe et XXe siècles, par sa proximité avec l'agglomération grenobloise, le Néron est devenu un terrain d'entraînement de prédilection des alpinistes et chasseurs alpins. Pourtant, les accidents se multiplient. Le 28 avril 1901, Ferdinand Chabert et Georges Scholastique, âgés de vingt-deux et vingt et un ans, disparaissent dans le brouillard et sous les précipitations. Malgré la présence de nombreux sauveteurs et la proposition d'utiliser des aérostats pour les retrouver, les recherches restent infructueuses. Le premier numéro des Alpes Pittoresques titre : « L'alpe homicide ». Le général Louis André, alors ministre de la Guerre, interdit aux militaires l'ascension de la montagne. Les Guides Joanne donnent une image de plus en plus négative du Néron : « Montagne périlleuse, qui fit de nombreuses victimes. [...] sans intérêt. [...] Montagne sans vue intéressante. » Malgré les interdits, le 31 juillet 1906, Gunther Ullrich et Alfonso Stegemann, deux étudiants allemands, parviennent au sommet du Néron par le couloir Godefroy. Ils tentent de redescendre par le versant de la Monta, mais ils se perdent dans l'obscurité et se séparent. Ullrich, peut-être victime d'une insolation, se tue en empruntant le couloir qui porte son nom à partir de l'année suivante. Ce n'est que quatre jours plus tard, après d'intenses recherches qui mobilisent notamment le 6e bataillon de chasseurs alpins, que son corps est découvert, et avec lui les dépouilles de Chabert et Scholastique,,. Ce dernier est enterré avec les hommages de Paul Mistral. C'est l'une des raisons qui mènent à la création des premiers comités de secours en montagne : le comité dauphinois est ainsi fondé au début des années 1910 et Jules Charamathieu, cordonnier à la rue Chenoise à Grenoble, est désigné président. L'absence de guide détaillé et d'itinéraire sécurisé est mise en lumière comme cause possible de ces accidents. C'est ainsi que, en 1907, Émilie Morel-Couprie, président du Club ascensionniste, avec P. Glaizot, publie une monographie sur le Néron, accompagnée de nombreux croquis, et en profite pour attribuer un nom définitif à de nombreux sites de la montagne. Ce travail de description est complété par le professeur Samuel Chabert, père du jeune défunt. Celui-ci milite également, au travers de plusieurs articles dans Le Dauphiné, pour le balisage et la pose de mains courantes le long des sentiers. C'est ainsi que le sentier Ullrich est aménagé et inauguré le 4 août ; le chemin romain est restauré en 1908 entre le pré Néron et le poste grâce au mécénat d'Aiguebelle, vice-président du Rocher Club ; le Club alpin français, grâce à de l'argent versé par les Allemands Pfau et Mayer à la suite de leur sauvetage, remet en état le sentier menant au Muret, qui sera baptisé plus tard chemin de la Fontaine Vierge, et fait poser un câble dans la corniche de l'Hermitage. Des panneaux de mise en garde sont plantés : sous la brèche de l'Écureuil, « Couloir très dangereux, aboutit à un à-pic. Ne pas s'y engager » ; sous le couloir Godefroy, « Pour alpinistes exercés. » Ces efforts d'entretien valent un intérêt renouvelé et une mise à jour de l'article consacré au Néron dans l'édition 1910 des Guides Joanne.

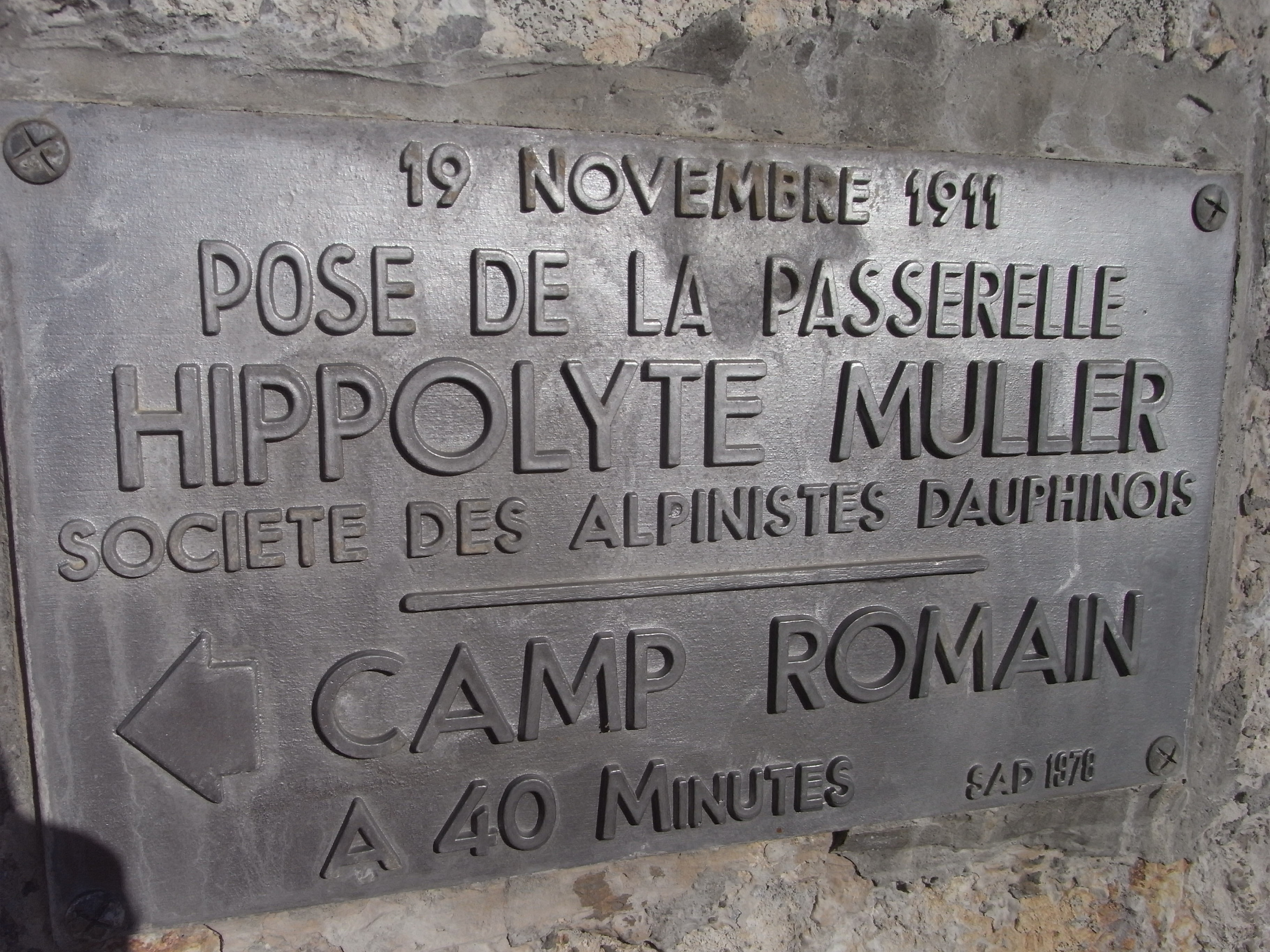
Vue la plaque posée en 1978, en hommage à Hippolyte Müller, au niveau de la passerelle installée le 19 novembre 1911.

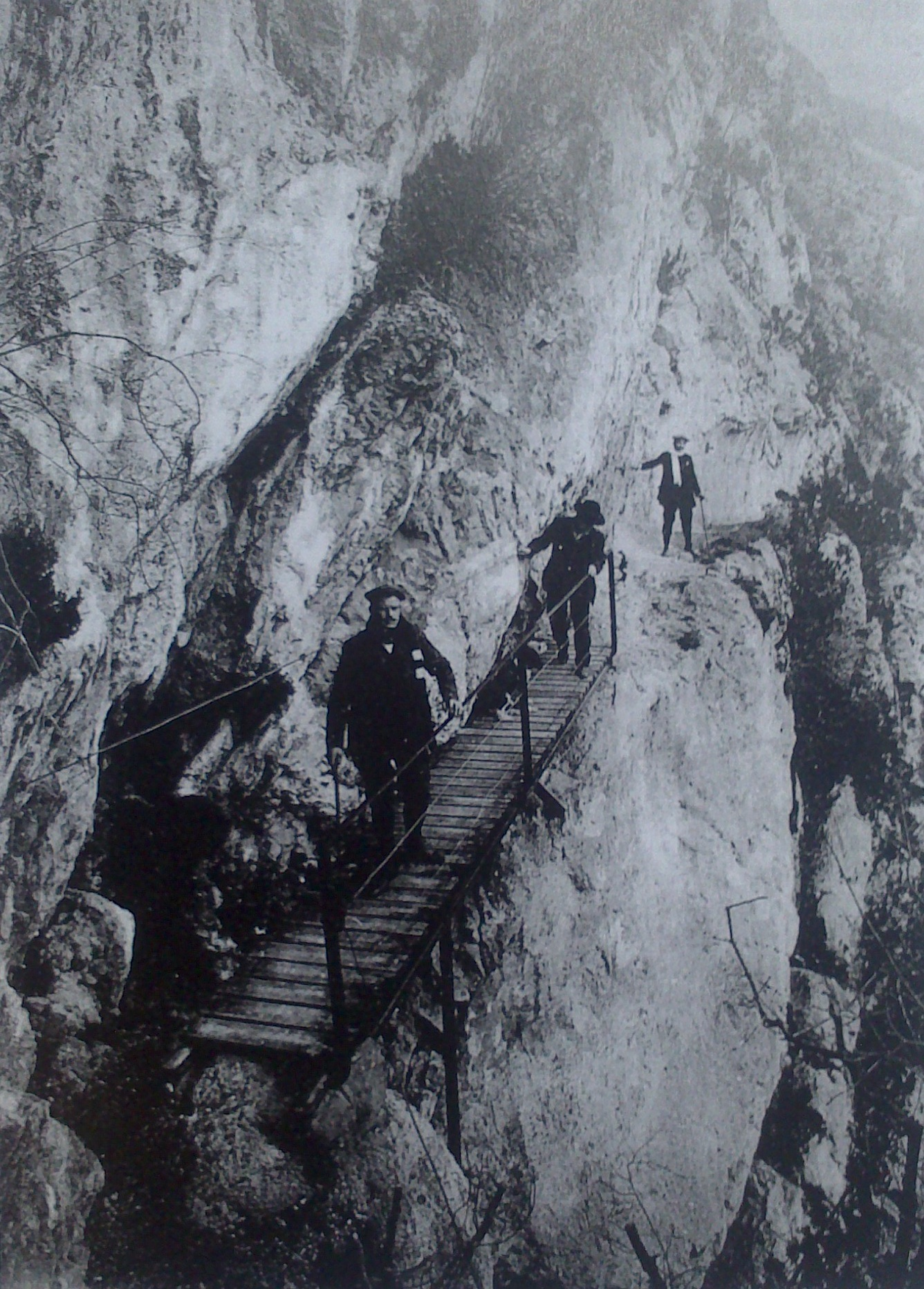
Vue ancienne de la passerelle du chemin romain.

La liaison entre le poste romain et la brèche de l'antique passerelle est effectuée par J. Ginet en 1908, à l'aide de signaux pour l'orienter. Au printemps 1910, des matériaux commencent à être acheminés à la brèche et des mesures sont effectuées. Le 25 mai 1911, Chabert, Ginet et Müller participent à la pose d'un premier câble de 26 mètres de longueur. Le 19 novembre, la nouvelle passerelle de 350 kilogrammes, construite par le serrurier Guillot sur des plans de l'architecte Fonne, est installée. Dès la nuit qui suit, le Club alpin français organise une caravane de quatorze personnes à laquelle participent des femmes. Quarante et une traverses en chêne sont fixées pour constituer son plancher. Une barrière est ajoutée à l'opposé de la paroi. Les travaux sont terminés le 21 novembre, après plusieurs semaines. Le chemin est consolidé à l'aide de ciment et des câbles sont ajoutés en amont de la passerelle, portant leur longueur totale à plus de cent mètres sur cet itinéraire. Le 10 décembre a lieu l'inauguration de l'ouvrage à laquelle participent 46 personnes, membres pour la plupart de la Société des alpinistes dauphinois. Cette dernière pose en 1978 une plaque commémorative dans la paroi au niveau de la passerelle, baptisée du nom d'Hippolyte Müller en son honneur. Malgré les guides et les aménagements, de nombreux autres accidents continuent de se produire en même temps que de nouvelles voies sont ouvertes. En juin 1912, deux autres étudiants allemands, Schell et Kern, disparaissent. Un aéroplane est utilisé au cours des recherches ; ils sont retrouvés deux jours plus tard par les hommes du lieutenant Touchon au sommet du couloir Godefroy. En août 1913, Gunckel, Zorn et Makedousky, mal équipés et partis tardivement pour le poste romain, se perdent ; ils sont retrouvés le lendemain par le Comité de secours, qui a été prévenu par Boujard après qu'il a entendu leurs cris. En 1927, le comité dauphinois de secours en montagne, mis à mal par la Première Guerre mondiale, est ressuscité par l'alpiniste Pierre Dalloz, futur fondateur du maquis du Vercors, et par son président Albert Gonnet. Dès le mois de septembre 1928, il reçoit un don de la part de deux jeunes Allemandes, Hannah Appel et Erna Strauss, secourues au pré Néron. En décembre de la même année, Berthe Renoux, âgée d'une vingtaine d'années, meurt de froid et dans la neige après une ascension hivernale du couloir Godefroy en compagnie de Jean Duboin, qui finit quant à lui par être secouru le lendemain, dans le versant occidental, puis hospitalisé,,. En vingt-cinq ans d'existence du Comité de secours en montagne, dix morts sont à recenser au Néron. Entre-temps, de septembre à novembre 1926, les premières descriptions spéléologiques sont effectuées par Raoul Pinat, Samuel Chabert puis Claude Espinoux.
Dans la seconde moitié du XIXe siècle, les vignes sont touchées par l'oïdium, puis avec l'importation de variétés américaines successivement par le phylloxéra, le mildiou et le black rot. Le greffage remplace le marcottage, permet de sélectionner les propriétés des différents plants et de les rendre plus robustes. Dans les années 1910 et 1920, le Néron est intensément replanté ; les vignes montent à plus de 600 mètres d'altitude. Toutefois, à partir des années 1940, avec l'augmentation des importations, la raréfaction de la main d'œuvre et l'urbanisation, les vignobles déclinent pour pratiquement disparaître.
L'auberge Boujard est ouverte au début du XXe siècle à l'Hermitage. Elle accueille les randonneurs et leur vend des vêtements rapiécés pour remplacer ceux qu'ils ont immanquablement déchirés dans les buis au cours de l'ascension. Le domaine de l'Hermitage, après être passé aux mains de différents propriétaires depuis la Révolution française, est racheté en 1927 à F. Villenoisy par Fernand Berthe, membre du Touring club de France. Si Pierre Guttin, un précédent propriétaire, effectue d'importantes rénovations en 1880 et fait construire une rampe jusqu'à la balme, le bâtiment principal est rudement détérioré par l'explosion du dépôt de munitions du polygone d'artillerie le 29 juin 1918 puis par des vandalismes dus à son relatif abandon. Fernand Berthe effectue donc à son tour des réparations. Toutefois, un important incendie, attisé par le vent du sud, se déclenche le 10 janvier 1932 en fin de soirée. Les pompiers ne peuvent lutter contre les flammes, d'autant que les citernes d'eau sont rendues inaccessibles et les pompes inutilisables ; le château est réduit en cendres. La cause criminelle est envisagée en raison des multiples départs de feu, de la présence de lumière peu avant leur déclenchement alors que l'électricité avait été coupée et par le fait que le portail était ouvert alors que le propriétaire l'avait fermé en quittant les lieux. Des suspicions se portent sur l'auberge Boujard, dont l'activité est entravée par la réhabilitation du domaine de l'Hermitage. Quoi qu'il en soit, l'ouverture de nouveaux sentiers, la Seconde Guerre mondiale et le développement des transports rendant d'autres montagnes plus accessibles scellent l'avenir de l'auberge, qui est vendue en 1951. Le château de l'Hermitage n'a jamais été reconstruit.

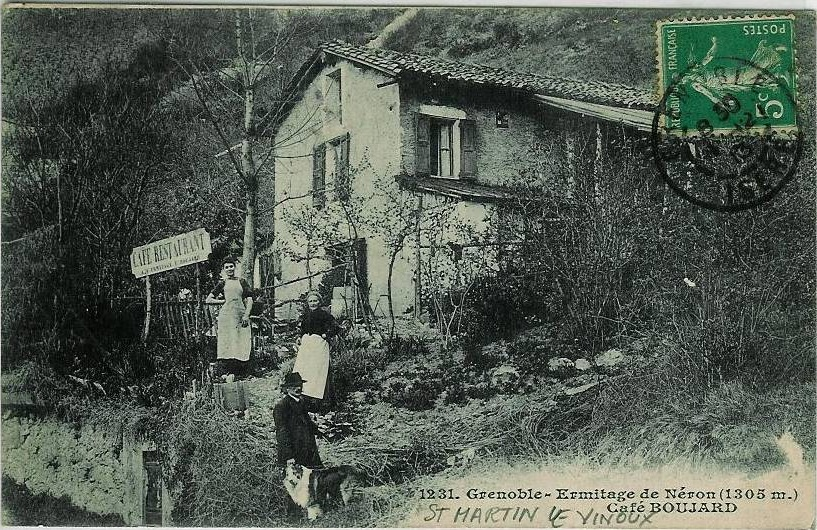
Carte postale représentant l'auberge Boujard (antérieur à 1913).
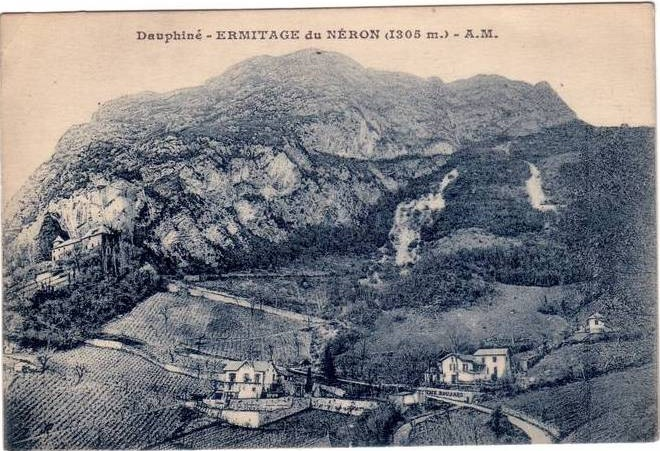
Carte postale représentant l'Hermitage, avec le château à gauche et l'auberge Boujard en bas à droite.
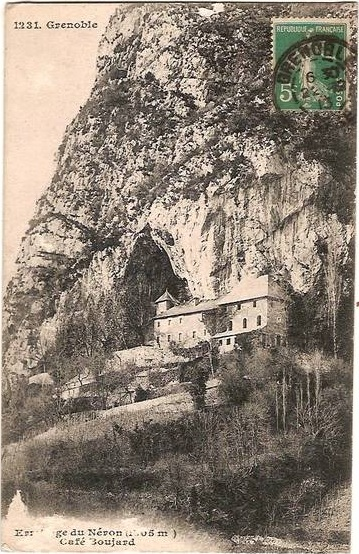
Carte postale représentant le château de l'Hermitage (antérieur à 1913).
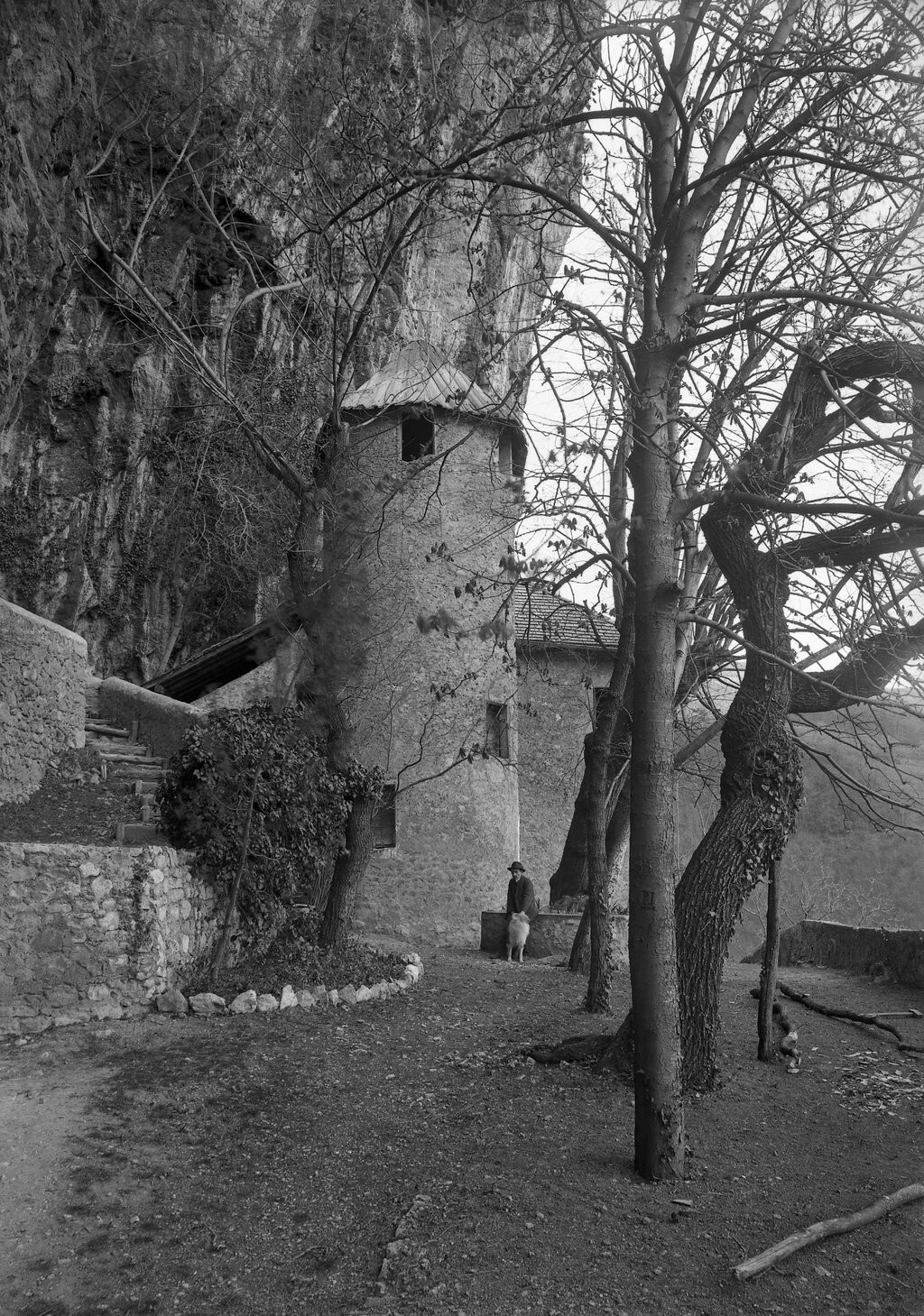
Vue ancienne de la cour extérieure du château de l'Hermitage, par Émile Duchemin.
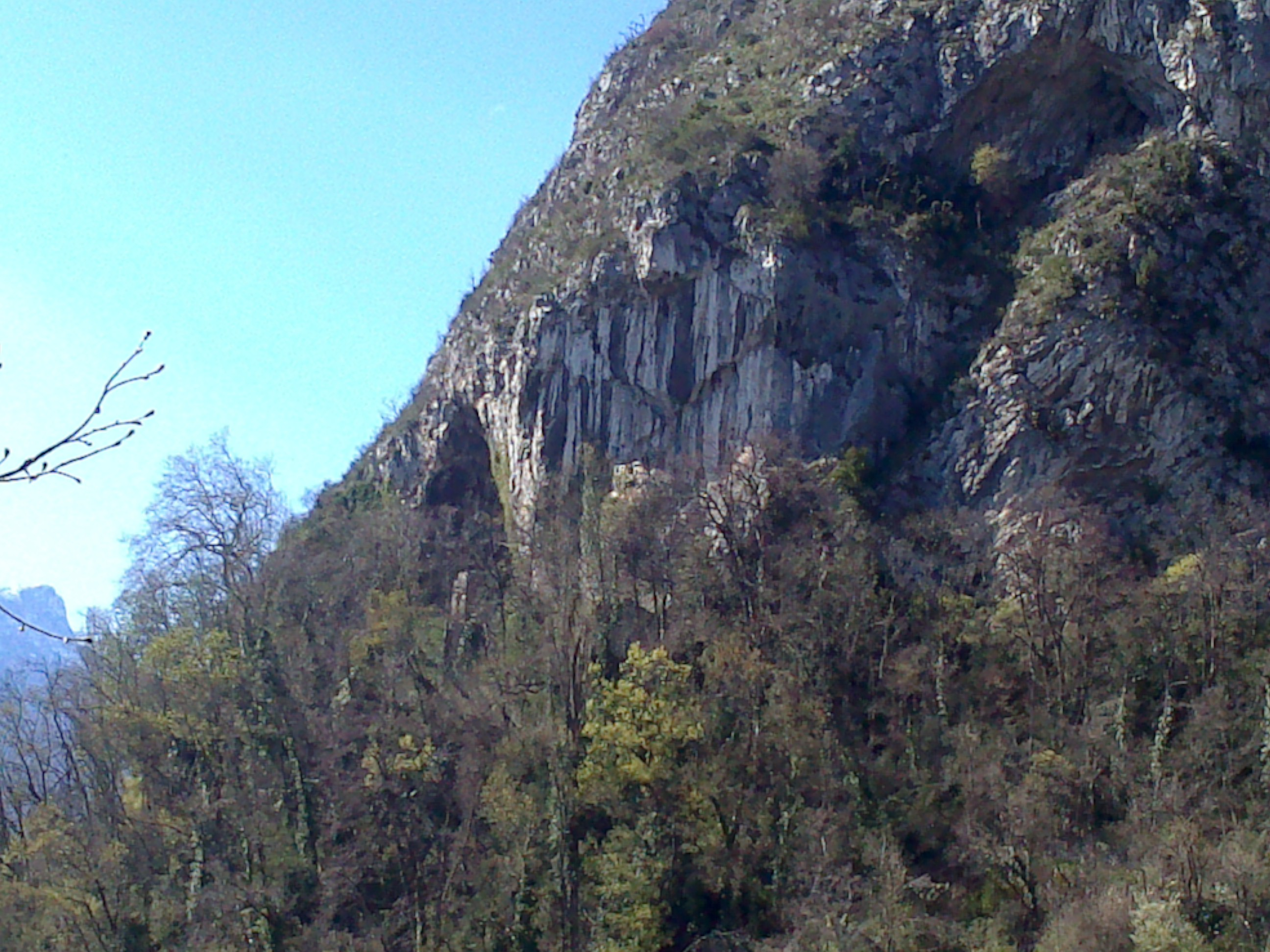
Vue contemporaine de la balme depuis le hameau de l'Hermitage ; les ruines du château se devinent au pied de la paroi rocheuse.

Dès le 8 mars 1943, André Jarrand et trois compagnons, âgés d'une vingtaine d'années, se réfugient pendant plus de trois mois dans le Néron afin d'échapper au service du travail obligatoire,. Les premiers jours, à cause des précipitations, ils se réfugient dans des grottes mais souffrent de claustrophobie, puis aux Batteries dont le bâtiment est encore en bon état mais trop accessible aux militaires italiens par le chemin. Ils passent le printemps dans la montagne et ne descendent que pour s'approvisionner en eau à la source près des Batteries, en changeant chaque fois d'itinéraire. Ils souffrent du manque d'hygiène, ils sont mal équipés, d'autant que la neige est présente jusqu'à fin mai, et ne peuvent pas toujours faire cuire leurs aliments à cause de la fumée visible lorsque le ciel est dégagé. Ils se nourrissent de feuilles de pissenlits, de soupe d'orties et de morilles, avec quelques œufs fournis par les villageois en même temps que du pain. Ils passent une grande partie du temps à jouer aux cartes. En juin, ils sont surpris à plusieurs reprises par des cordées débouchant des couloirs du versant oriental. Ils quittent alors le Néron pour les fermes et les batteries du Rachais. Ils se retrouvent une douzaine de Francs-tireurs et partisans, avec quelques armes. Jarrand, sous le pseudonyme de capitaine Dufour, prend la tête du troisième bataillon de Chartreuse qui s'attache à faire dérailler les trains entre Grenoble et Lyon,. Toutefois, en raison de la fréquentation de la montagne, ce petit maquis est dissous le 14 juillet.
Le 8 septembre 1956, un hélicoptère Bell 47-G2 s'écrase sans toutefois faire de victime, à l'Orphelinat, à Saint-Égrève, après avoir heurté le câble non signalé d'une exploitation forestière sur la montagne,. Apparus dans les années 1880 et exploités à l'échelle commerciale à partir de l'entre-deux-guerres, les téléphériques pour le transport du bois sont alors interdits. Le gazogène et le gazobois sont abandonnés après la guerre, le charbon de bois n'est plus produit avec la fin de l'industrie des cloches en fer en 1960 et le bois de chauffage est largement remplacé dans l'agglomération grenobloise. La coupe du bois est abandonnée dans le versant occidental et les drailles des bûcherons sont envahies par la végétation.
À partir du 27 octobre 1967, un millier d'hommes est mobilisé, en vain, afin de quadriller le Rachais et le Néron, à la suite de la disparition d'un gendarme et de son fils. Le 28 avril 1980, le grimpeur Guy Claret, auteur de plusieurs premières avec son frère Georges à la fin des années 1960 et dans les années 1970 dans la paroi méridionale du Néron, est treuillé et secouru. Quatre ans plus tard, Daniel Érard, âgé de 54 ans périt après une chute dans le couloir de Clémencières.

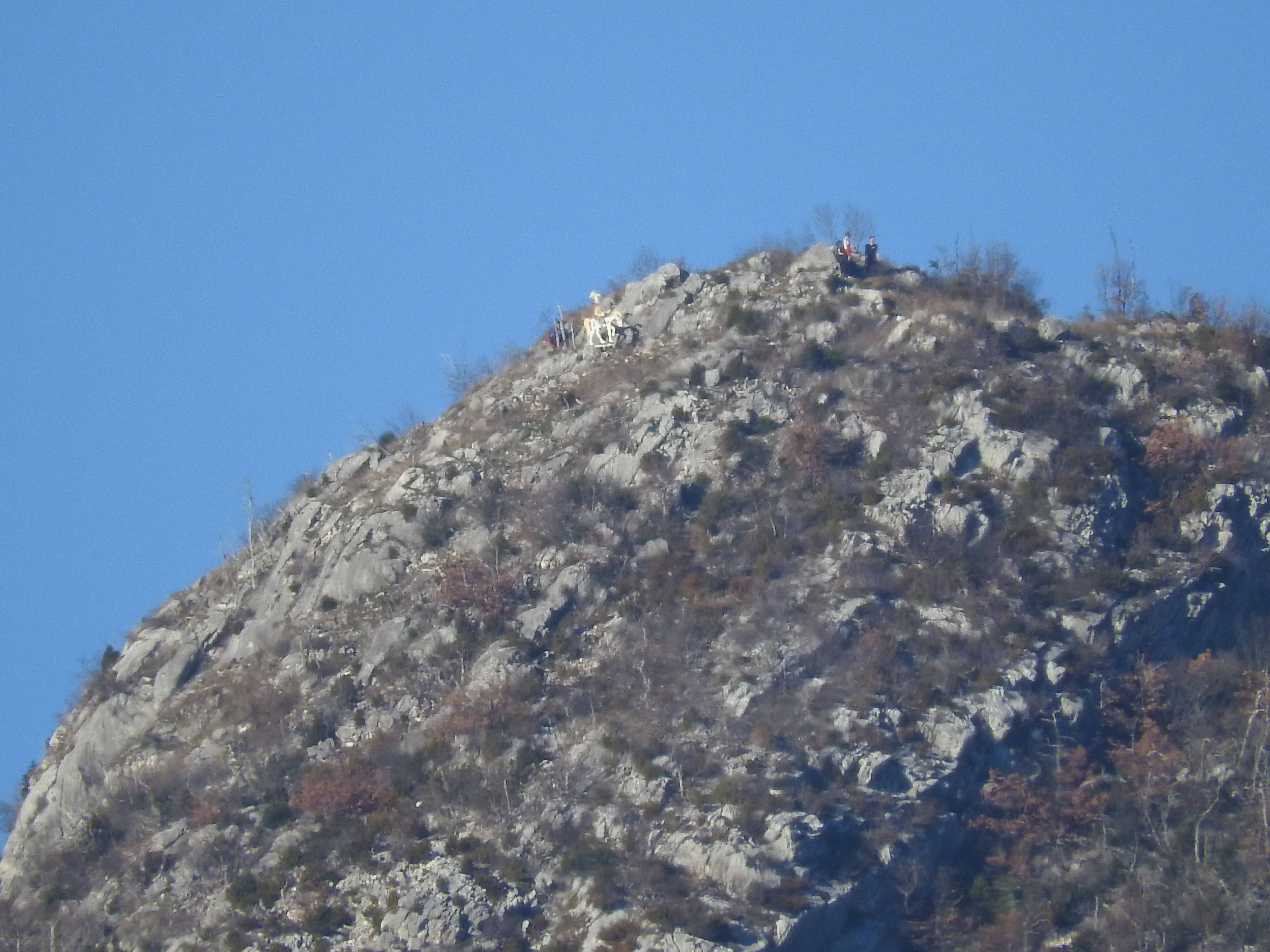
Vue lointaine de l'œuvre représentant Lucky Luke sur l'arête du Néron.

Au début des années 1980, trois randonneurs ont l'idée d'implanter une installation originale sur une montagne. Leurs critères réclament qu'elle soit reconnaissable de loin et appréciée des habitants de la vallée. Après avoir pensé au Grand pic de Belledonne, leur choix se porte sur les Trois Pucelles. Après avoir d'abord pensé à des personnages de Walt Disney, la figure de Lucky Luke chevauchant Jolly Jumper est retenue. Plutôt qu'un panneau fixe, les trois amis choisissent de construire une girouette en tôle de plus de deux mètres de hauteur. L'ensemble est formé par trois panneaux rivetés, afin d'en faciliter le transport : un représentant le corps du cheval et les jambes du cow-boy sur le pivot, le deuxième le buste de Lucky Luke et le troisième la tête de Jolly Jumper. Le tout est installé, non sans efforts, sur la plus élevée des dalles calcaires. Toutefois, il est trop éloigné des habitations et n'est pas identifié par la population qui avertit à plusieurs reprises les secours en montagne pour de supposés signaux de détresse. Après plusieurs interventions inutiles, la girouette est démontée en mars 1982 par le peloton de gendarmerie de haute montagne et entreposée durant trois ans à la brigade de Seyssinet. Récupérée illégalement, Lucky Luke se voit privé de sa girouette mais trouve cette fois refuge au Néron en novembre 1985 sur l'épaulement de la montagne coté 1 007 mètres, qui devient rapidement connu sous le nom de « bosse » ou « belvédère Lucky Luke ». Toutefois, en avril 1995, l'œuvre est vandalisée par des randonneurs. Elle est sciée à sa base, enfouie sous des rochers et rapidement recouverte de végétation. Claude Simon part à la recherche de la « dépouille », encouragé par la publication d'un article dans Le Dauphiné libéré, quotidien qui s'en était fait le chroniqueur régulier. Il retrouve et déterre les panneaux, avant de faire connaître sa découverte. L'installation est récupérée et redescendue par des inconnus pour être restaurée,. Finalement, autour de l'été 2013, Lucky Luke fait son retour à son emplacement, peut-être à l'instigation des enfants des créateurs du panneau. Les plaisanteries veulent que la pollution atmosphérique de Grenoble soit liée à sa cigarette.
Les sentiers sont balisés en bleu en 1987 et font l'objet d'un article dans le bulletin municipal de Saint-Égrève l'année suivante. En 1992, un premier câble en mauvais état dans le chemin romain est changé par des particuliers. En juin 1994, un autre câble en aval de la passerelle est arraché, probablement par un éboulement. En raison du danger, la commune de Saint-Martin-le-Vinoux décide d'interdire le chemin aux randonneurs en juillet 1996. Bien qu'un ancien itinéraire alternatif ait été aménagé, l'arrêté est ignoré. Le mois suivant, des cantonniers remplacent donc le câble. Finalement, en septembre 1997, les autorités du parc naturel régional de Chartreuse réhabilitent entièrement les câbles sur le chemin romain, à l'exception de celui de 1992, resté en bon état.

### Événements naturels

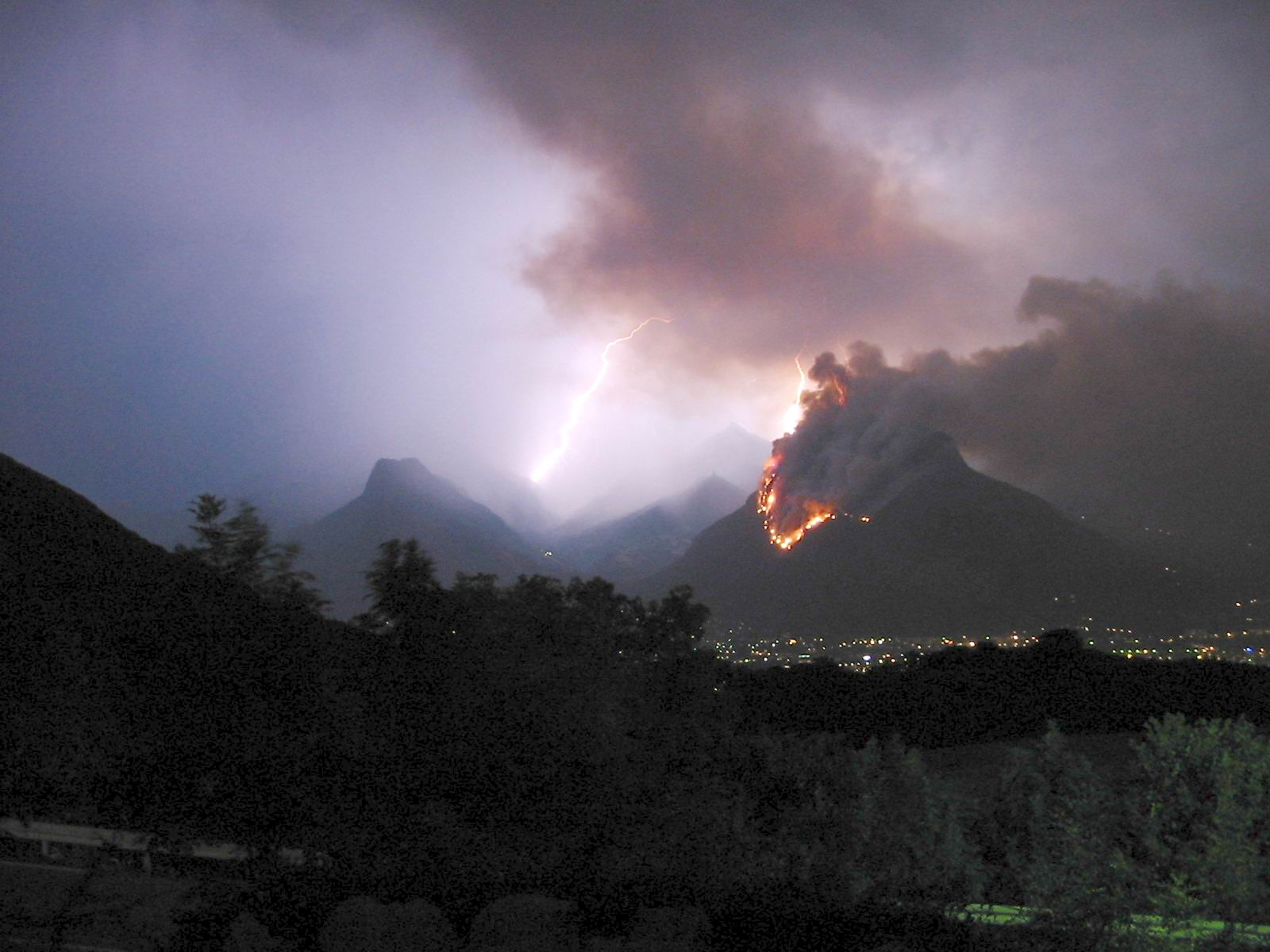
Vue du Néron en feu le 5 août 2003, au dixième jour de l'incendie.

Le 27 juillet 2003 en fin d'après-midi, en pleine canicule, deux impacts de foudre s'abattent sur le Néron. Il semble qu'aussitôt un incendie se déclare au-dessus de l'Hermitage, au pré Néron,. Des pompiers du groupe de reconnaissance et d'intervention en milieu périlleux de l'Isère sont héliportés dans la soirée et attaquent les départs de feu au seau pompe. Le 28 au matin, quatre pompiers sont de nouveau déposés, ainsi que des bâches à eau. Toutefois, le vent du sud s'est levé et favorise dans l'après-midi l'embrasement de la végétation dans les vires. En raison de la fumée et de la pénurie en eau, les pompiers doivent être évacués,, tout comme une première série de maisons alors qu'elles sont menacées par les braises et les chutes de pierres. Alors qu'il s'était calmé dans la nuit, l'incendie reprend le 29 juillet et des hélicoptères bombardiers d'eau interviennent, essentiellement pour éviter qu'il se répande sur le versant occidental dominant Saint-Égrève, alors qu'un autre départ de feu est repéré en contrebas du sommet. Dans les jours qui suivent, les rotations des hélicoptères de type Bell 214, Puma et Écureuil, qui écopent dans le plan d'eau artificiel du parc de Fiancey, permettent de maîtriser chaque nouveau départ de feu. Toutefois, avec l'épais tapis de feuilles mortes, la végétation arbustive, la température très élevée, le taux d'hygrométrie très faible, le vent qui souffle en rafales et le relief escarpé, l'incendie couve. Le 4 août, peu après le lever du soleil, le vent change de sens et recommence à souffler du sud ; il ravive l'incendie à partir du sommet. Au soir, il descend dans les parois sur le versant oriental et, surtout, se généralise dans le versant occidental. Le 5 au matin, une cellule de crise se réunit à Saint-Égrève en présence du responsable du service départemental pour la restauration des terrains en montagne, afin de mobiliser jusqu'à 200 pompiers face à l'incendie, ainsi que la gendarmerie et la police municipale pour surveiller les habitations, et afin d'évaluer les risques de chutes de pierres. Quatre camions-citernes sont mis à disposition par une entreprise locale de transport. Peu avant minuit, un orage se déclare et embrase tout le versant occidental, sous les éclairs mais sans que la pluie ne tombe. Le 6 août se tient une conférence de presse à la préfecture de Grenoble. L'incendie descend très bas, peu au-dessus de Fiancey à Saint-Égrève. Le 7 août, les habitants des hameaux du Muret et de Champy sont évacués pour la journée, afin de permettre les largages des Canadair CL-415 venus en renfort. Leurs rotations s'effectuent vers le lac de Laffrey ou le lac de Paladru. Toutefois, l'essentiel du versant occidental est déjà réduit en cendres et l'incendie se fait moins virulent ; les quarante largages qui seront effectués au total veillent surtout à protéger les habitations sur les piémonts. Dans les jours qui suivent, le feu est cantonné essentiellement à l'extrémité septentrionale de la montagne, à l'exception de quelques reprises de feu d'humus dans la pente et des départs spontanés dans la forêt sur le versant oriental dus à des chutes de braises. Ils sont globalement maîtrisés par les pompiers au sol et de nouvelles interventions ponctuelles d'hélicoptères, notamment le 11 août. Entre le 13 et le 15 août, une trentaine d'habitations sont évacuées du côté de Saint-Égrève,. Enfin, dans la nuit du 28 au 29 août, des pluies intenses s'abattent sur le Néron ; dans la matinée, les températures ont chuté et le taux d'hygrométrie est fortement remonté. L'incendie, phénomène rarissime pour la région, aura finalement duré 33 jours, et brûlé 300 hectares. Cette situation conduit les municipalités riveraines à interdire temporairement les sentiers de randonnée à la base du Néron, en raison des risques dus aux rochers déstabilisés par l'incendie. En 2009, certains de ces chemins sont rouverts.

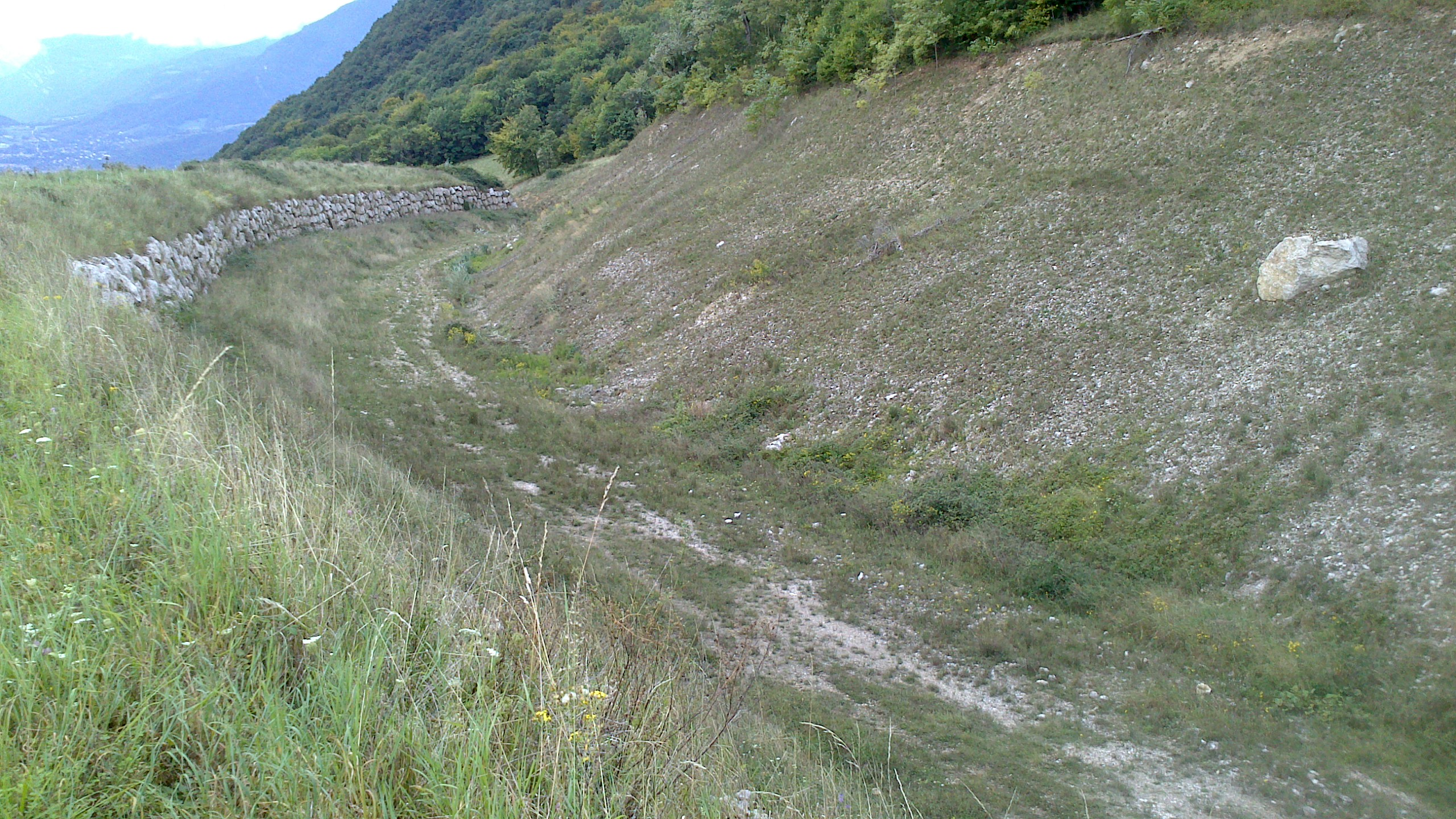
Vue du merlon du hameau de Ripaillère à Saint-Martin-le-Vinoux purgé des récents blocs éboulés.

Le 14 août 2011, un éboulement de 1 500 m3, soit 4 300 tonnes, survient dans le couloir Godefroy, dans le versant oriental du Néron. Il est issu d'une colonne rocheuse de 5 000 m3 déstabilisée lors de l'incendie de 2003. Le hameau de Ripaillère, déjà ravagé en 1788 par un événement similaire, restant sous la menace, un système de surveillance comportant notamment des inclinomètres est mis en place dès 2006 ; de plus, un merlon de 300 mètres de long, 25 mètres de large et 9 mètres de haut est érigé l'année suivante. Quelques dizaines d'heures avant l'éboulement, les capteurs détectent des mouvements de terrain inhabituels et les habitants sont évacués. Dix-sept blocs sont arrêtés par le merlon, les plus volumineux avoisinant quinze à vingt tonnes,. La menace n'étant pas totalement écartée, un filet est installé fin novembre et il est décidé de procéder à un dynamitage pour purger la falaise le 13 décembre. Un bloc de neuf tonnes est arrêté par le filet, les autres blocs terminant leur course dans le merlon,.

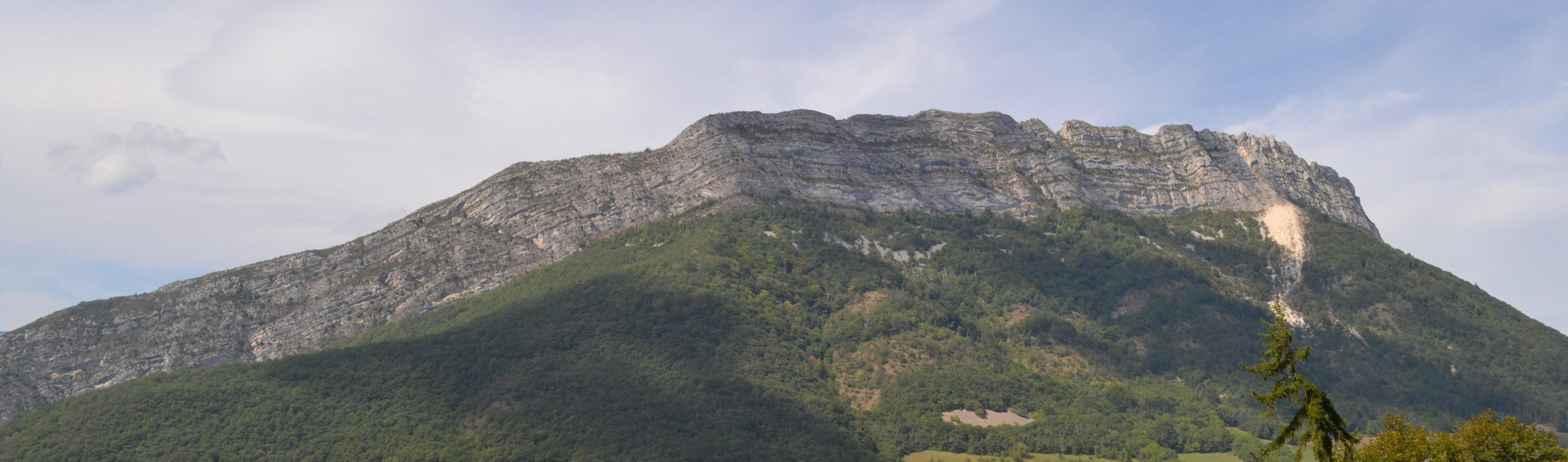
Vue panoramique des arêtes du Néron depuis l'est ; l'éboulement de 2011 est visible à droite.

## Activités

### Économie
Une micro-centrale hydroélectrique est présente à l'extrémité septentrionale du Néron, au niveau du pont de l'Oulle, au bord de la Vence. Elle est entièrement automatisée. Les ouvrages et les dépendances sont situés sur les territoires communaux de Quaix-en-Chartreuse et Proveysieux, à proximité immédiate avec Saint-Égrève. Elle est construite en 1892 à l'instigation de Félix Poulat, afin d'alimenter les brasseries qu'il possède à Saint-Égrève, et mise en service deux ans plus tard,. En 1930, elle est exploitée par la SA des Forces motrices Vence-Isère. Elle est rachetée en 1975 à Vicat par Roland Simon, Pierre Burguburu et un autre associé qui fondent la SARL Noiselle. En 2019, Noiselle est vendue à la société 2D Énergie qui gère plusieurs centrales hydroélectriques. Toujours en service, la micro-centrale produit chaque année 2,5 millions de kilowatts-heures, représentant la consommation de 640 foyers sur un an et équivalent à 550 tonnes de pétrole, ce qui évite de rejeter 1 250 tonnes de dioxyde de carbone,. Une partie de l'eau de la Vence est puisée dans une retenue d'environ 80 m3 formée par un barrage poids de 22 mètres de longueur pour trois mètres de hauteur situé à l'Infernet, à Quaix. Ensuite, un canal de plus d'un kilomètre, en grande partie découvert et parallèle en rive gauche au cours de la rivière, sur le flanc du Néron, amène l'eau dans une chambre de mise en charge. Le surplus est directement rejeté dans la Vence par un déchargeur, en remplacement de l'ancien déversoir-dessableur en « saut à ski ». Le volume utile passe alors dans une conduite forcée de 70 mètres de dénivelé, 200 mètres de longueur et 800 millimètres de diamètre, qui franchit le cours de la rivière et alimente la centrale, située à Proveysieux. Celle-ci possède deux turbines hydrauliques Pelton et une turbine Francis ayant une capacité de 50 à 1 650 litres par seconde et entraînant un générateur électrique de 130, 250 et 450 kilowatts. Deux transformateurs de 400 et 1 000 kilovoltampères, à l'extérieur du bâtiment, fournissent par le biais d'une ligne électrique enfouie l'électricité à un poste de livraison vers le réseau EDF sous une tension de 20 kilovolts. En 2014, une demande de renouvellement d'exploitation conduit à des mesures de renforcement de la préservation biologique, notamment piscicole.

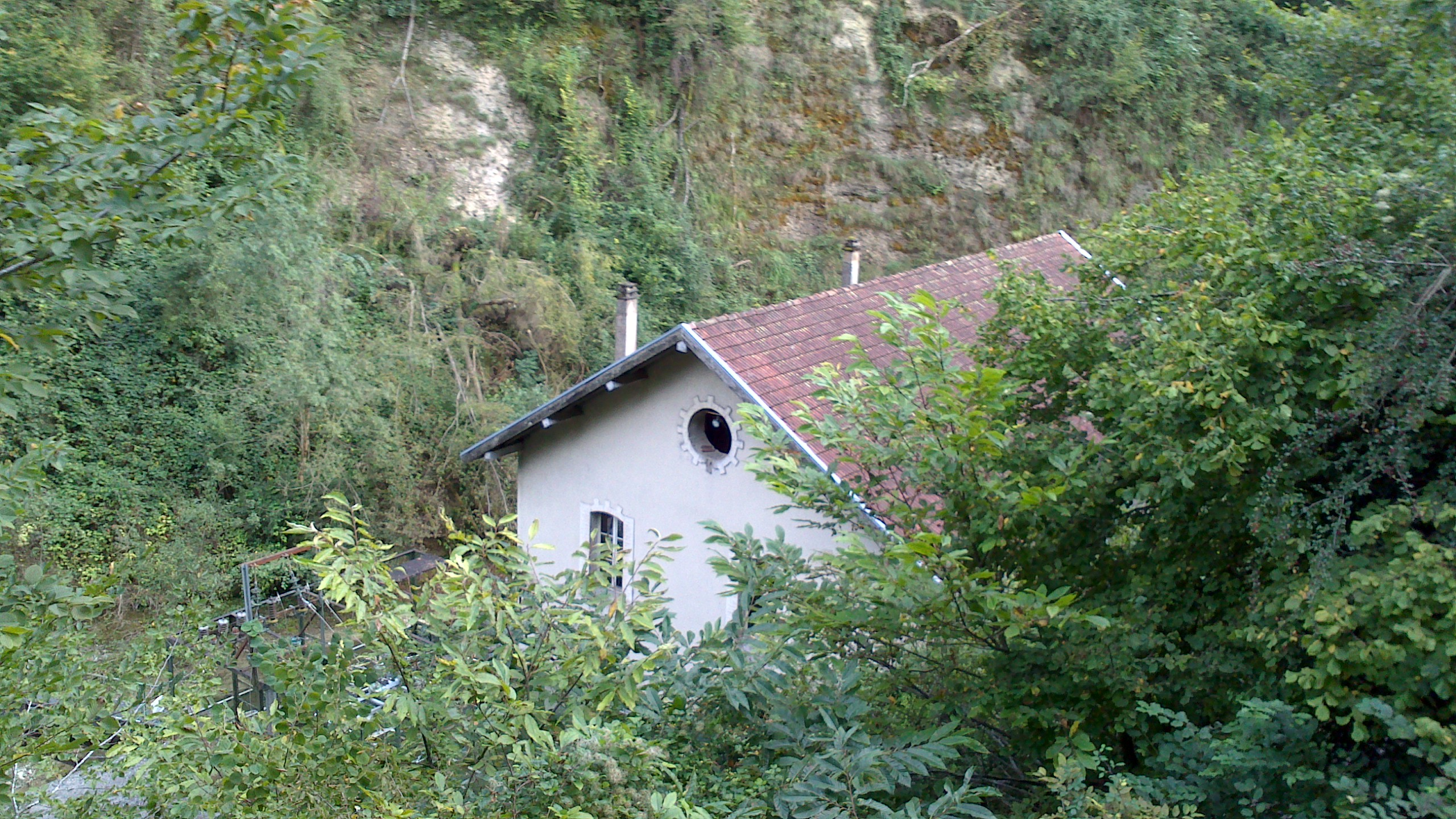
Vue du bâtiment principal et d'une partie d'un transformateur de la micro-centrale hydroélectrique du pont de l'Oulle à Proveysieux.
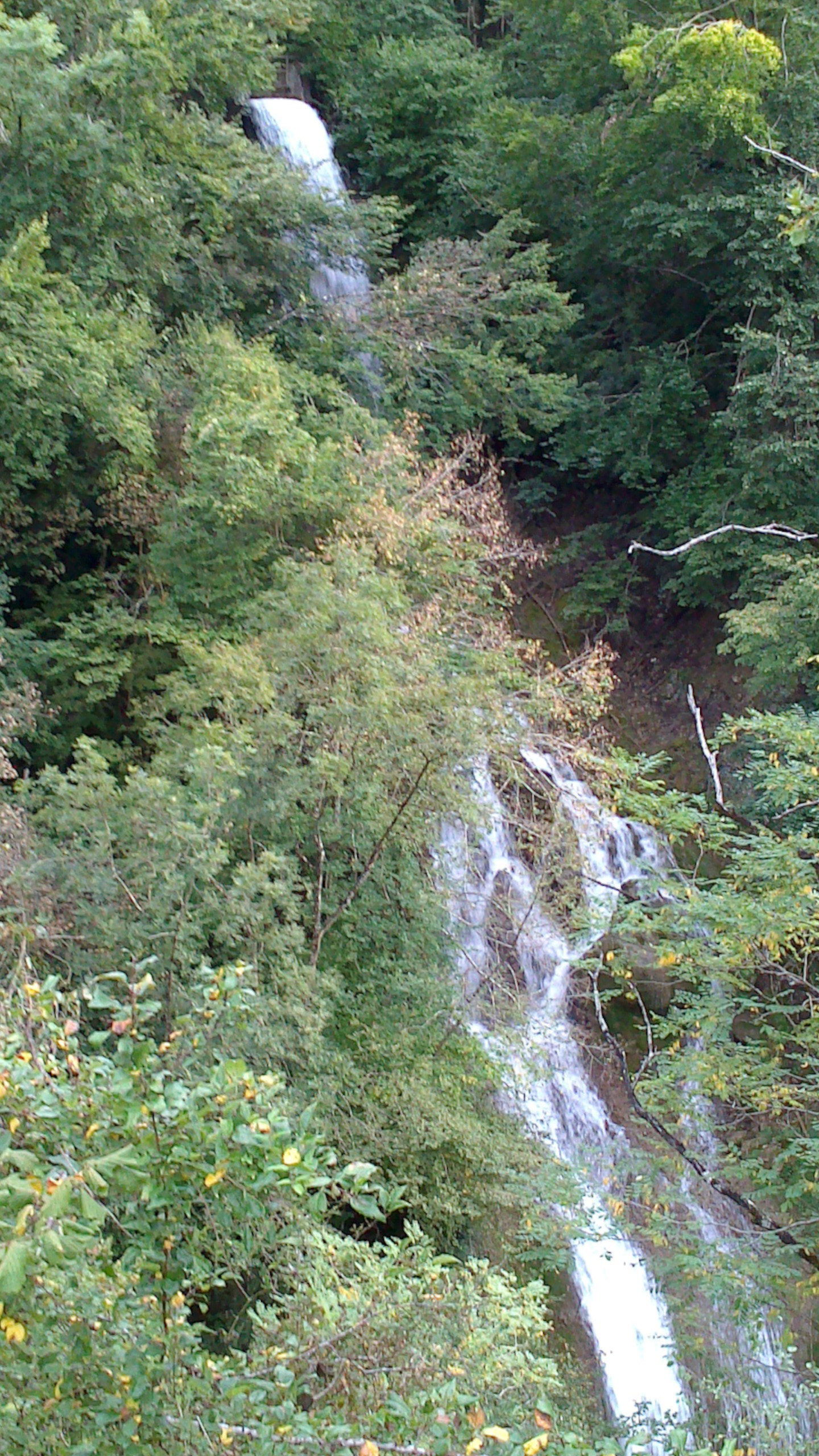
Vue du déversoir en amont de la centrale, sur le versant nord du Néron.
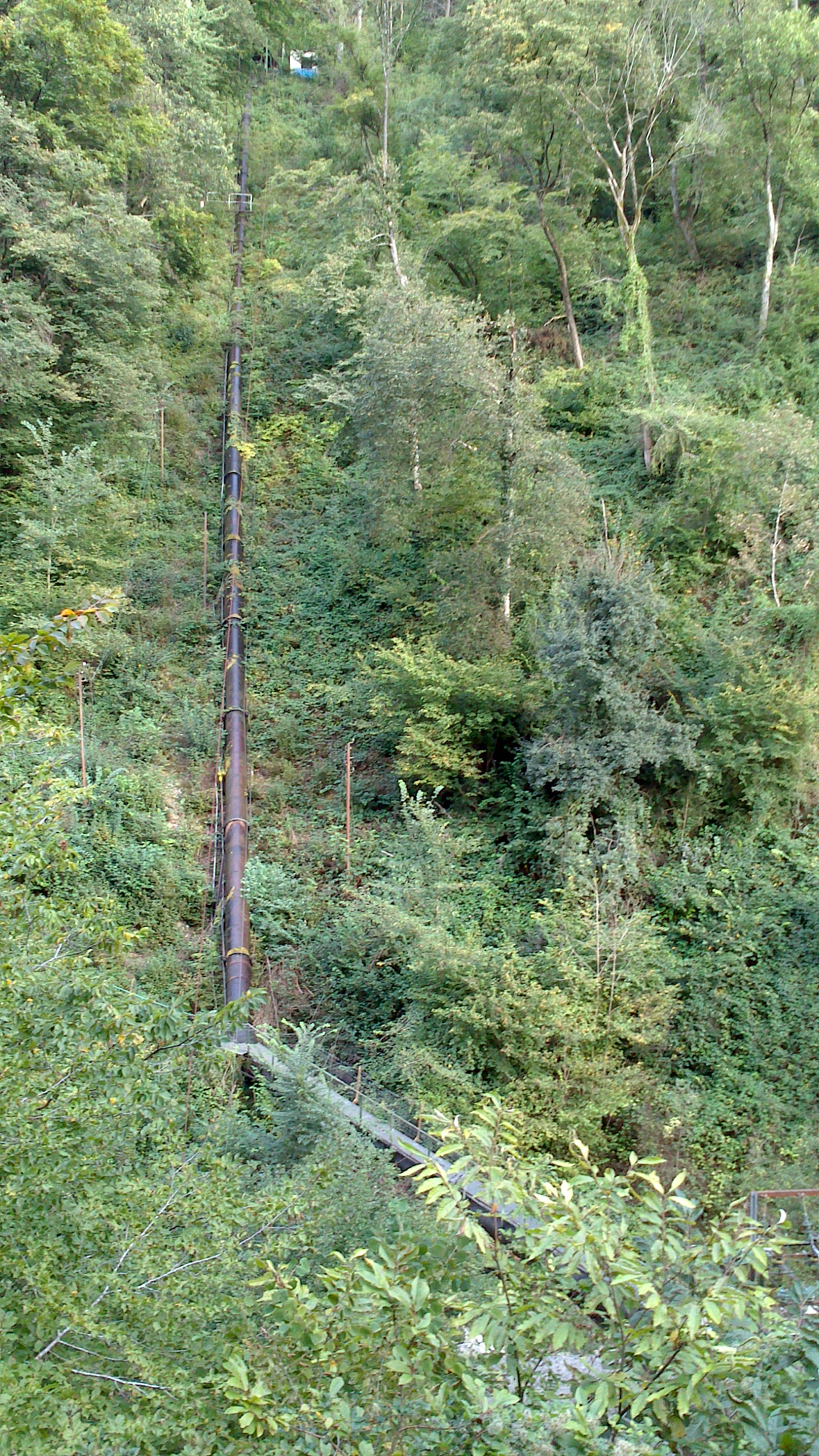
Vue de la conduite forcée en amont de la centrale, sur le versant nord du Néron.
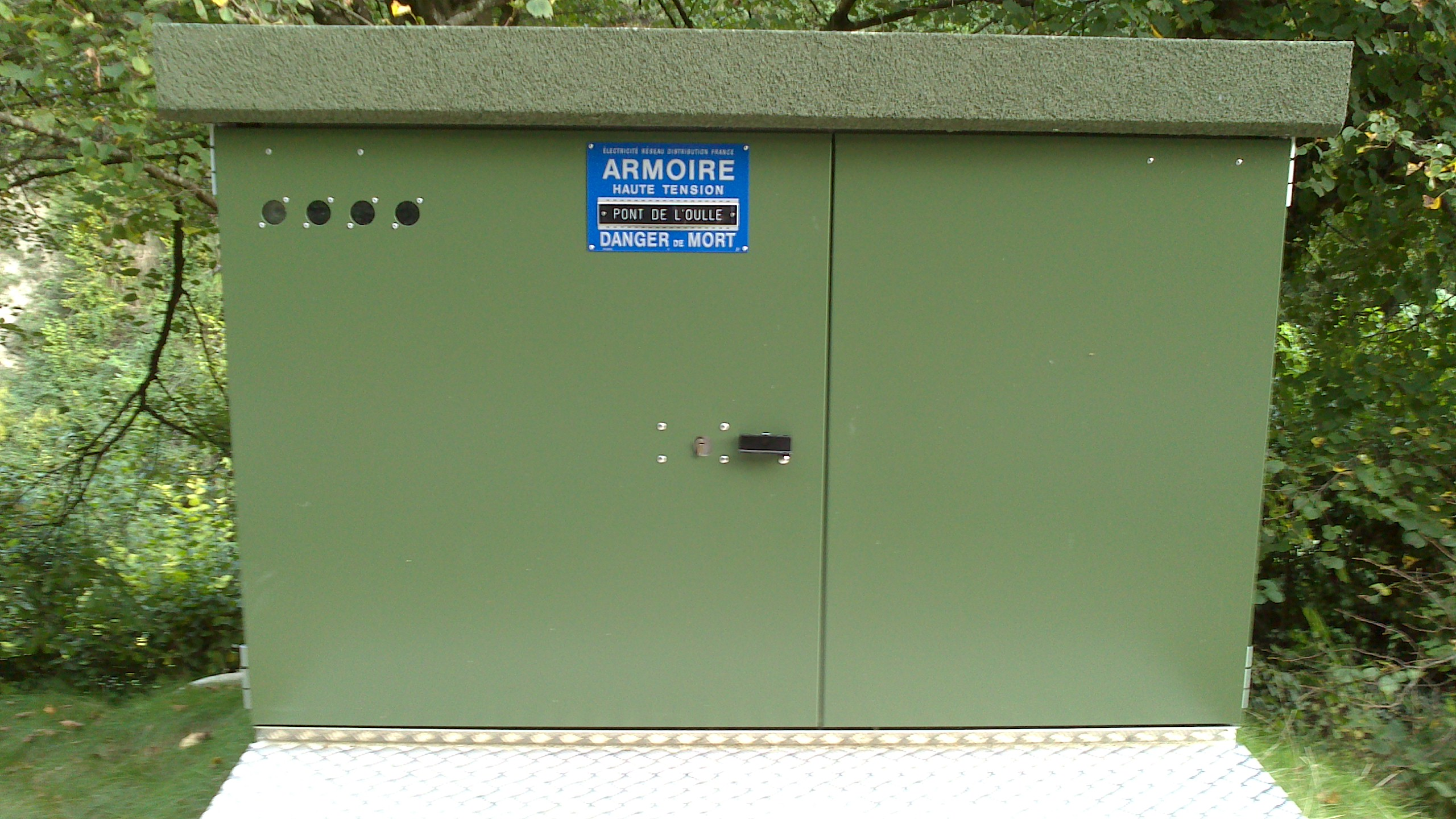
Vue du poste de livraison à la sortie de la centrale.

### Randonnée
L'accès au Néron est resté interdit plusieurs années après l'incendie de 2003 en raison des chutes de pierres. L'itinéraire classique pour atteindre son sommet consiste à traverser les arêtes du sud au nord, au départ du hameau de Narbonne à Saint-Martin-le-Vinoux,. Il présente un dénivelé positif de 860 mètres mais un parcours accidenté nécessitant une demi-journée de marche,. Il est balisé en bleu tout au long de son tracé, bien que les repères soient parfois difficiles à discerner au milieu de la végétation et des rochers,. Le chemin est également accessible depuis le hameau de la Rivoire,. Au croisement des deux sentiers, s'orienter vers l'ouest à travers les bois puis traverser un pierrier jusqu'à la paroi sud-est de la montagne. Celle-ci est équipée de câbles qui permettent de franchir la vire creusée en encorbellement puis la passerelle Hippolyte Müller, pour finir aboutir après quelques lacets au camp romain. De là, prendre plein nord et remonter sans difficulté les bosses 1 007 m — le « belvédère Lucky Luke » — et 1 100 m. À partir de cette dernière, la crête se transforme en arête effilée. Des conditions météorologiques difficiles peuvent rendre la suite de l'ascension très dangereuse en raison des risques de perte d'adhérence et d'égarement. Il faut franchir plusieurs ressauts et s'aider des mains pour atteindre la brèche du couloir en Z. Celui-ci peut éventuellement constituer une échappatoire vers le hameau de Ripaillère. Par la suite, de nouveaux ressauts, obligeant parfois à basculer sur le versant oriental exposé au vide, et une remarquable rampe rocheuse, toutefois dépourvue de difficulté, mènent à un promontoire où trône une croix métallique sommaire datée de 1977, avec la mention : « Au Néron, débonnaire, mais redoutable ». Ensuite se présente le couloir de l'Avalanche, qui est le passage le plus délicat de l'arête et exige un fort sens de l'équilibre. Après une courte portion le long de l'arête, la faille du couloir Godefroy oblige à un contournement à flanc par le versant ouest, avant de remonter progressivement vers un ressaut qui permet de regagner l'arête. La cime principale (1 299 m) est marquée par un cairn. Le sentier se prolonge d'un côté puis de l'autre de l'arête jusqu'à une rampe surplombant la brèche du ravin Ullrich. Il est recommandé de s'assurer pour la désescalader. Malgré la tentation de le descendre, un panneau avertit : « Ne pas s'y engager, danger de mort ». Le versant opposé de la brèche est contourné par l'est. La cime nord (1 294 m) est matérialisée par une croix rouge. Quelques dizaines de mètres plus loin se trouve l'entrée du couloir de Clémencières. Il est possible de pousser immédiatement au nord jusqu'à la grotte du Colonel Brun, surplombée par le rocher du Couvercle. La descente se fait rapidement en face est par le couloir de Clémencières jusqu'à la base des parois rocheuses. Le retour par le sentier des Quatre Couloirs, le long des falaises, est soumis à des restrictions successives depuis l'éboulement de 2011 ; il est conseillé, au pied du couloir, de poursuivre la descente à travers les bois jusqu'à rencontrer le chemin des Batteries puis, de Ripaillère, suivre la route,,,,. Autrement, des sentes permettent également de redescendre sur Ripaillère et Gatinet depuis le sentier des Quatre Couloirs. De la brèche du couloir de Clémencières et de la grotte du Colonel Brun, il est possible de poursuivre au nord à l'extrémité des arêtes et d'emprunter une variante par le couloir de Quaix,. Elle permet, en une succession de terrasses, soit de descendre aux Batteries au nord et éventuellement vers la Monta, soit de rejoindre le sentier des Quatre Couloirs. Toutefois, ce couloir est réputé hasardeux,.

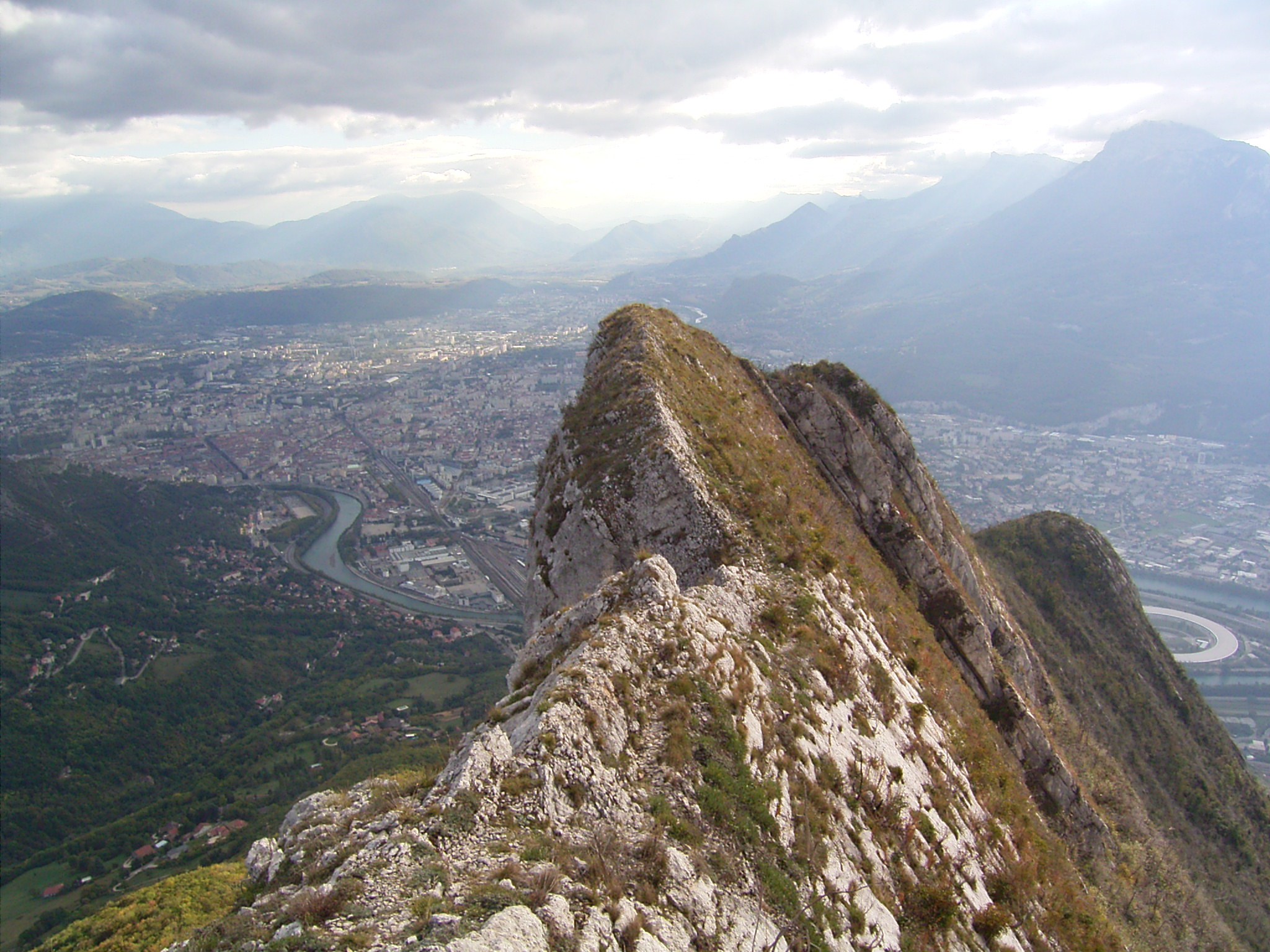
Vue des premiers passages aériens le long de l'arête du Néron, avec l'agglomération grenobloise en arrière-plan au sud.
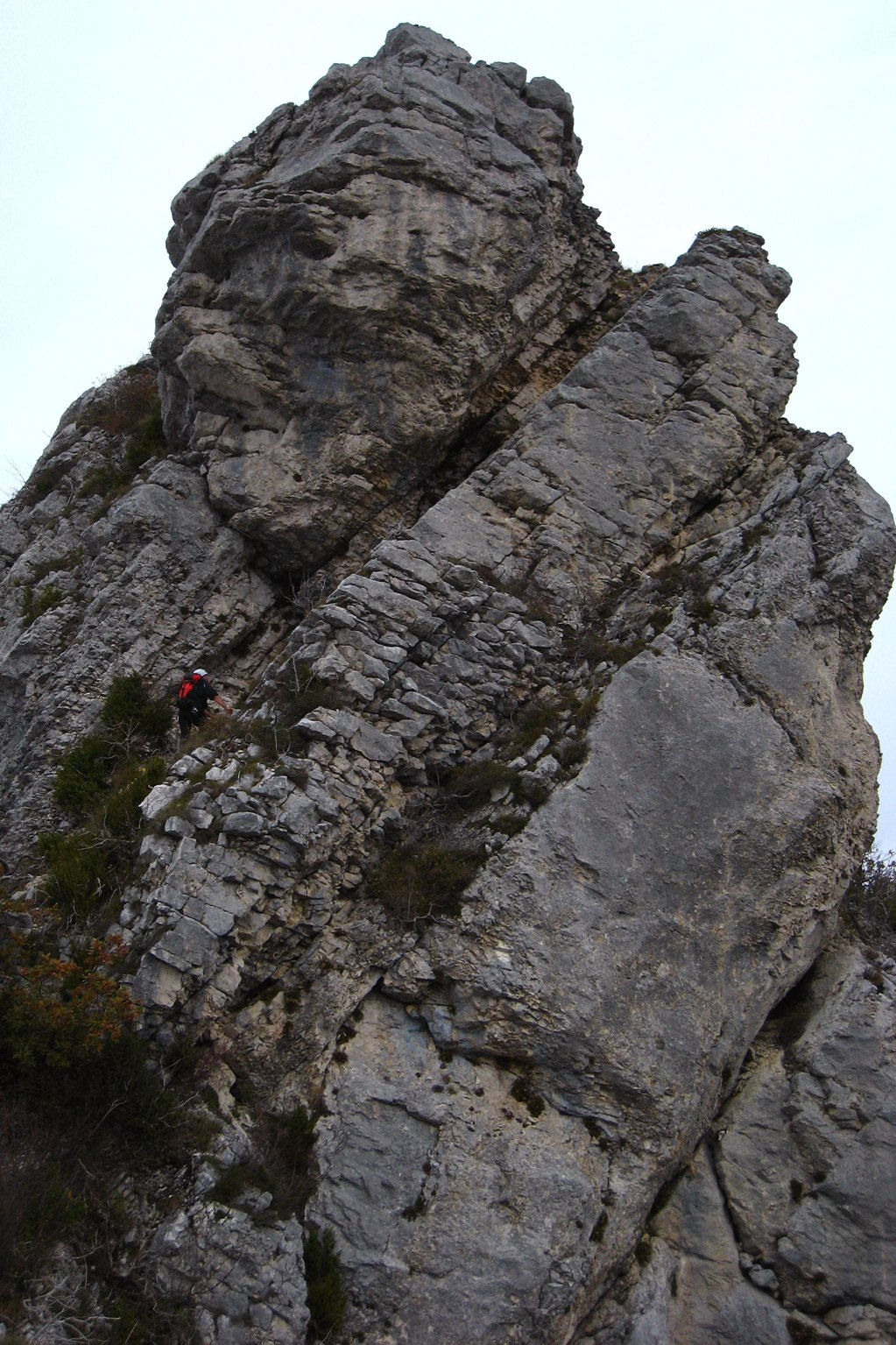
Vue de la rampe en dièdre depuis le sud.
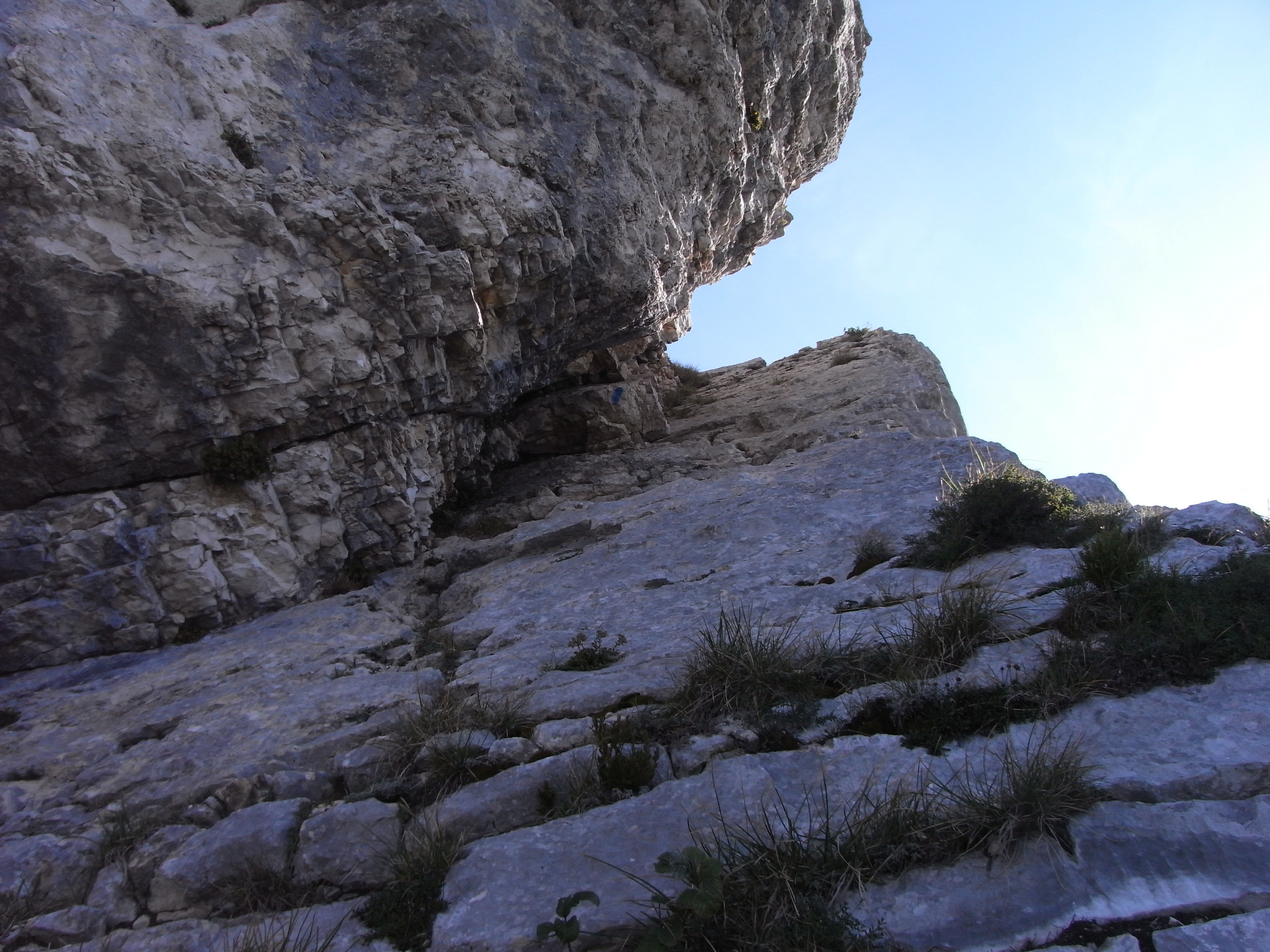
Vue de la rampe en contre-plongée.
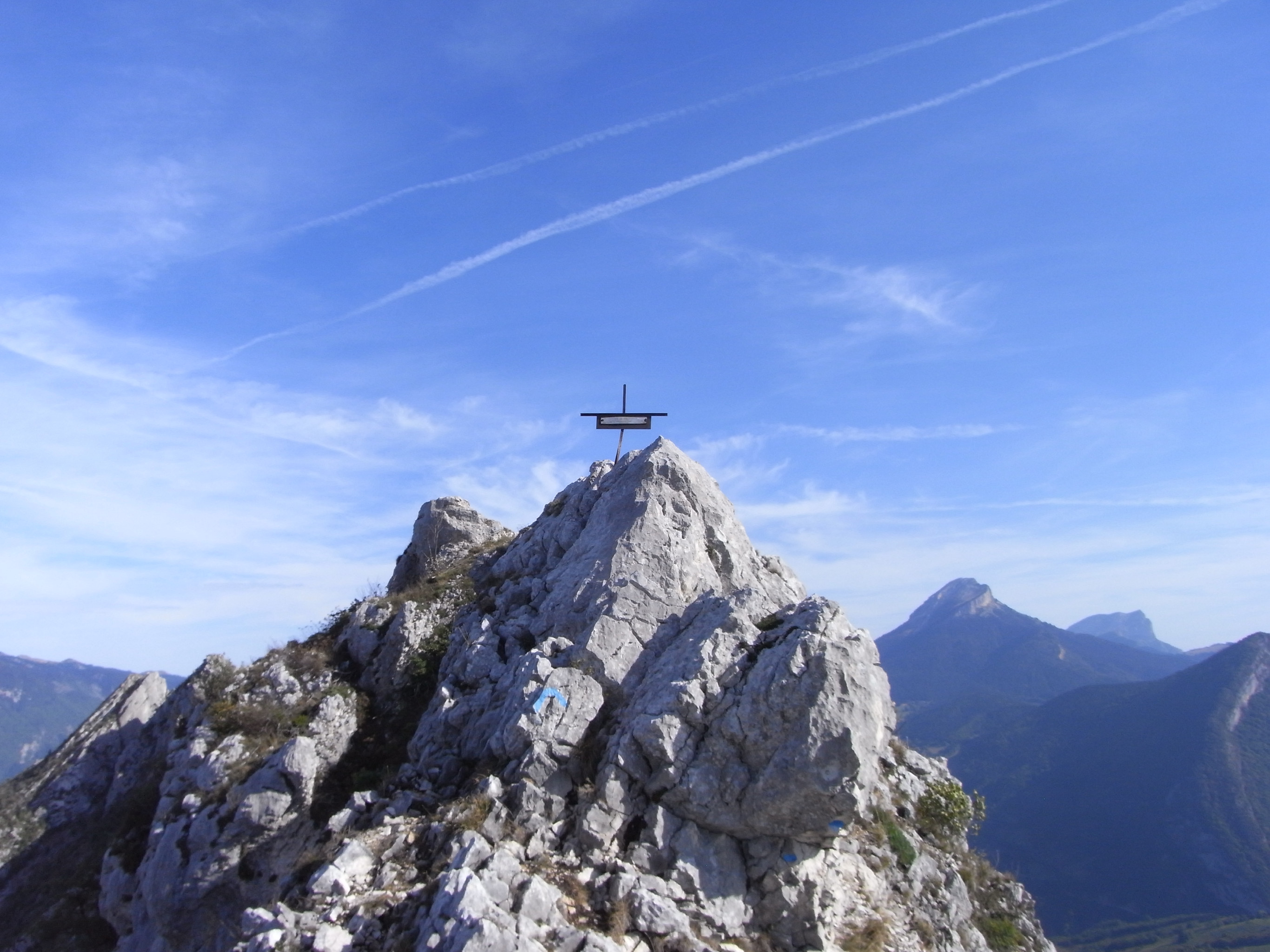
Vue depuis le sud à l'approche de la cime portant la croix métallique avec le balisage bleu bien visible sur le rocher.
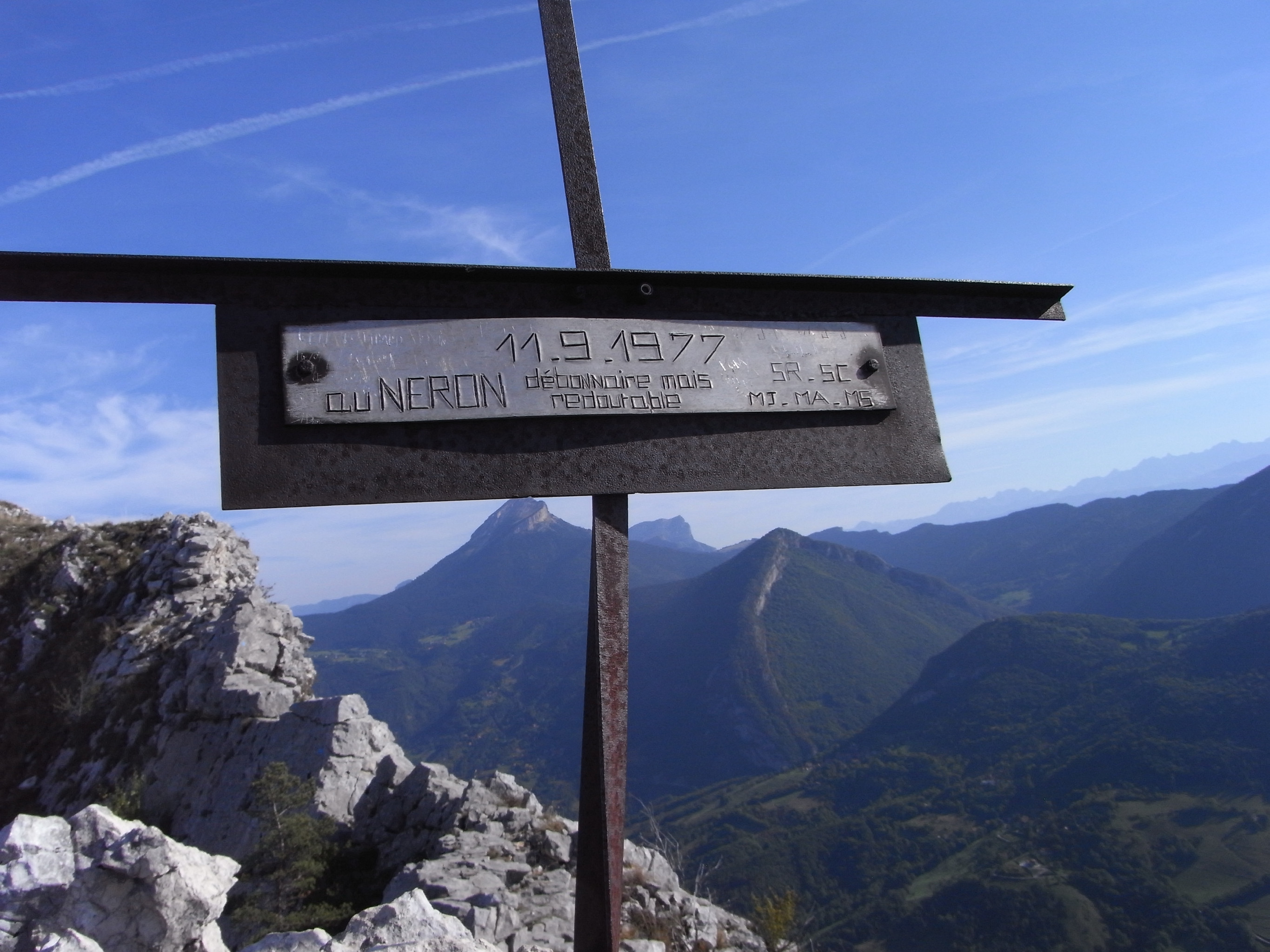
Vue de la croix en gros plan avec l'inscription datant du 11 septembre 1977.
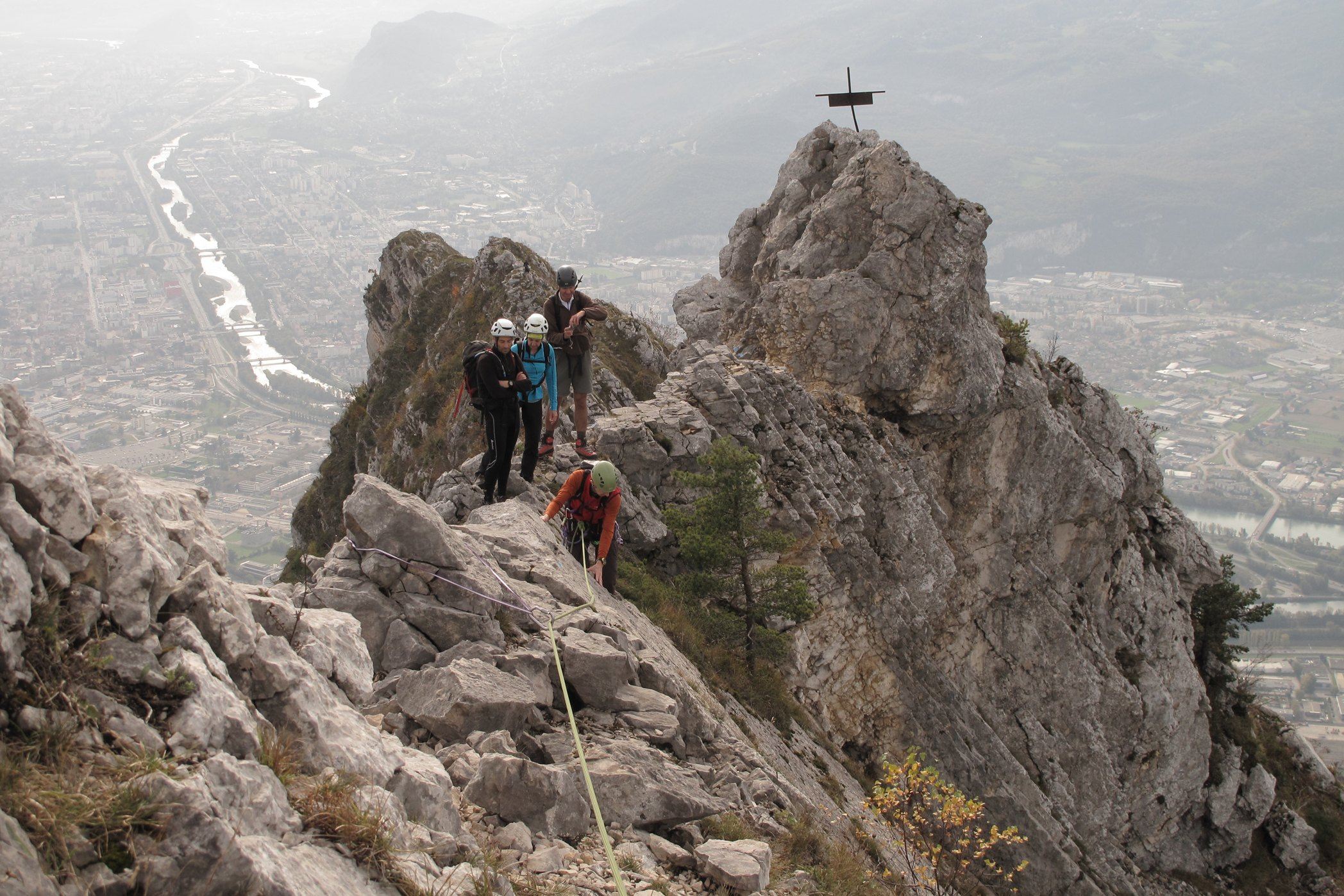
Vue d'un passage difficile en amont du couloir de l'Avalanche nécessitant de s'encorder ; le cours d'eau en arrière-plan à gauche est le Drac.
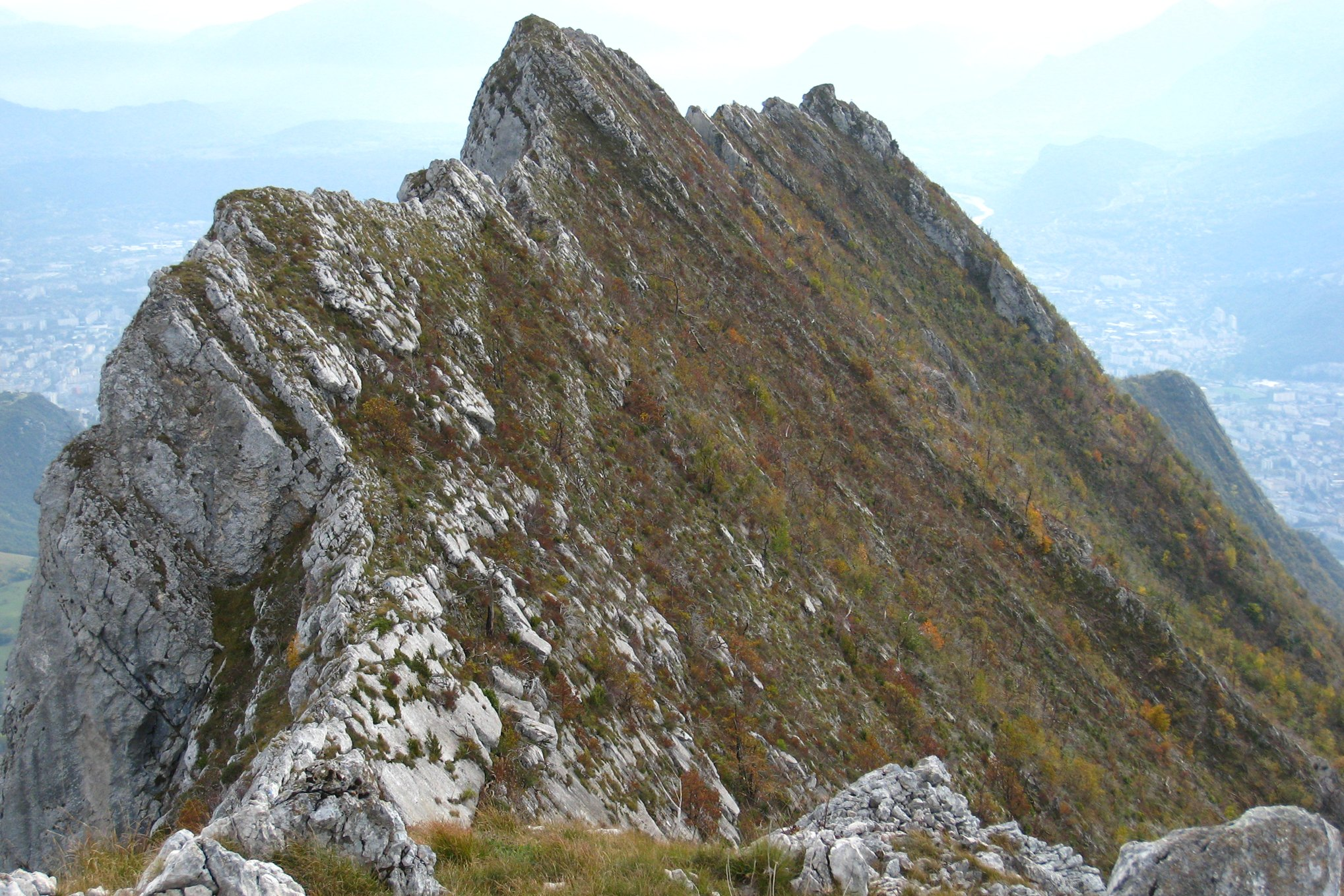
Vue des arêtes depuis la cime principale en direction du sud.
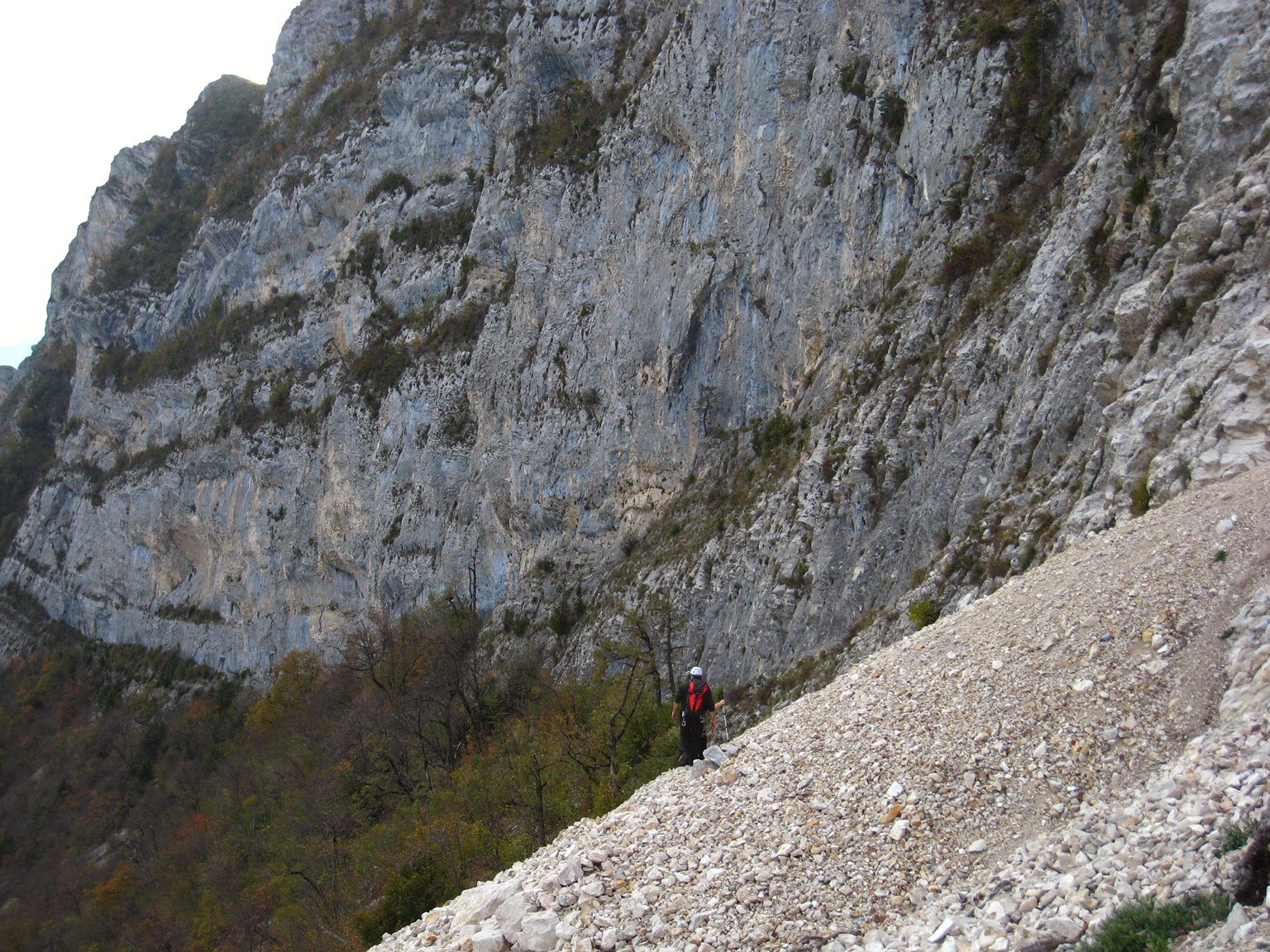
Vue des éboulis au pied de la paroi orientale du Néron, passage possible mais déconseillé pour un retour de randonnée.

Plusieurs itinéraires permettent de rejoindre le poste romain via le pré Néron depuis l'Hermitage,, ou depuis le Muret à Saint-Égrève par la Fontaine Vierge puis la portion méridionale du chemin des Charbonniers,. Ce dernier longe la partie supérieure des parois du versant occidental du nord au sud.
L'ascension du Néron est également possible par l'ouest. Elle présente un dénivelé supérieur à 1 050 mètres mais est plus directe. La montée peut s'effectuer par le Grand Saut, au-dessus du complexe sportif de Saint-Égrève. En amont des parois est scellée une plaque à la mémoire de Gunther Ullrich. Ce passage est équipé de câbles. Il débouche sous le couloir de l'Avalanche. Il faut ensuite se diriger vers le nord pour rejoindre le ravin Ullrich d'où il est possible de bifurquer vers l'est pour emprunter l'arête de l'Écureuil, son rebord septentrional. Celle-ci est balisée en bleu et pourvue par endroits de câbles. Elle débouche directement à la cime nord. De là, il est possible de se rendre à la cime principale, après une courte traversée des arêtes du nord au sud mais la nécessité de franchir le ravin Ullrich. Autrement, la descente peut s'effectuer sur le versant occidental après avoir quitté les arêtes entre les couloirs de Clémencières et de Quaix. Une fois en amont des parois rocheuses, à Ghy Chérie — rocher nommé par un jeune montagnard des Vouillants, au-dessus de Fontaine, en hommage à son ancienne bien-aimée, après avoir ouvert plusieurs pistes dans le secteur en 1989, —, le retour s'effectue par la portion septentrionale du chemin des Charbonniers, que l'on peut suivre jusqu'à la Fontaine Vierge,. Cet itinéraire de descente peut s'effectuer en boucle après la traversée des arêtes du sud au nord, avec un retour par le pré Néron,.

### Escalade

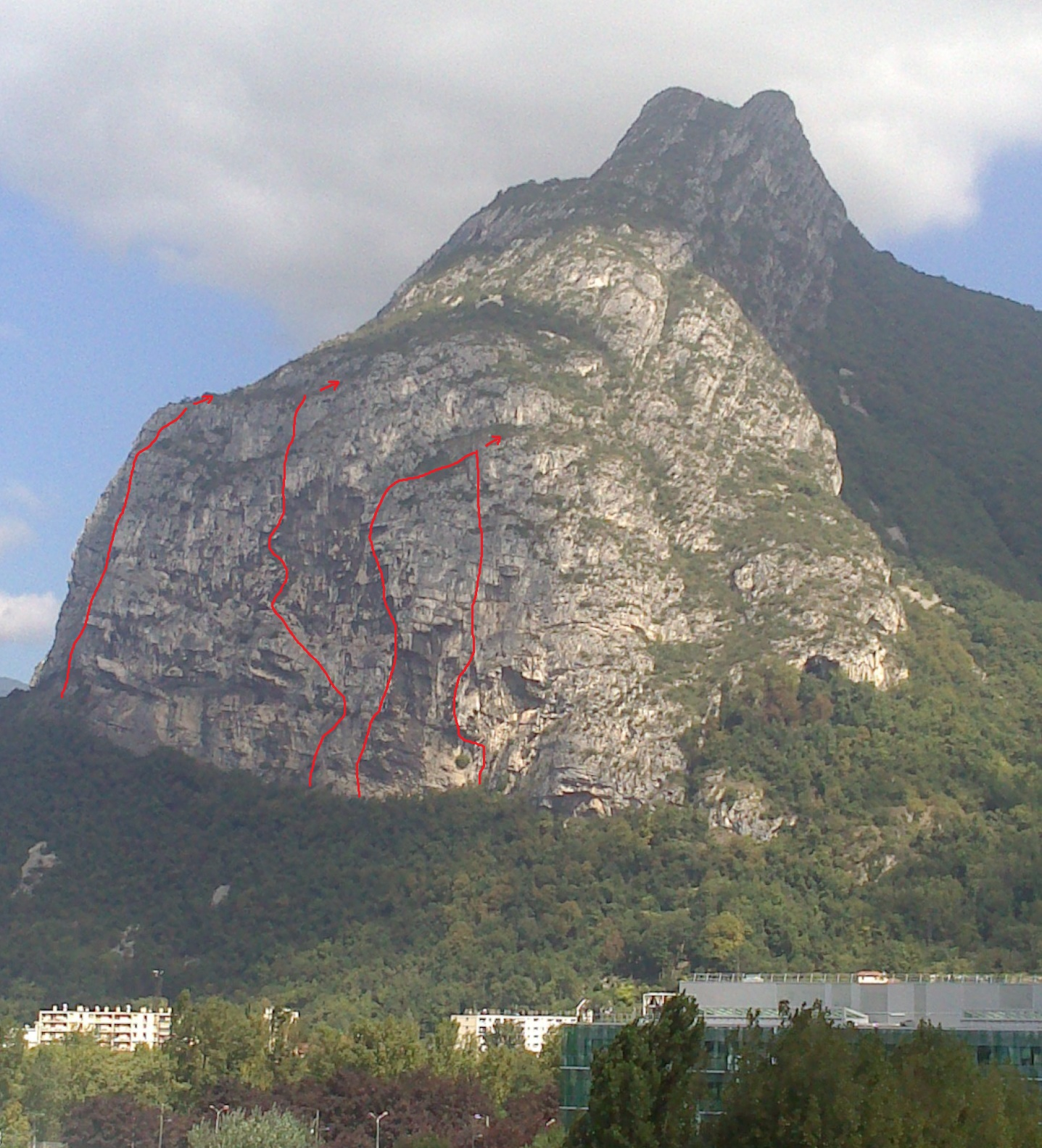
Vue de l'extrémité méridionale du Néron avec les tracés dans la paroi comportant la plupart des voies d'escalade de la montagne.

L'extrémité méridionale du Néron se termine par une paroi orientée au sud-ouest. Quatre voies principales d'escalade y ont été ouvertes. Depuis la vallée, de gauche à droite, se trouvent : la voie du Toit ou dièdre des Rameaux, ouverte par P.-H. Alphonse et G. Claret le 6 avril 1971, et cotée 5c à 6a avec un dénivelé de 150 à 180 mètres,, ; la voie des Controverses, ouverte par P.-H. Alphonse, C. Baudet, G. Claret, F. Diaferia et G. Groseil les 11 et 12 octobre 1969, et cotée 5c à 6c avec un dénivelé de 200 mètres,, ; la voie Directe, ouverte en deux temps, par C. Baudet, G. Claret et F. Diaferia en avril 1971 pour sa partie supérieure d'abord appelée voie de la Guillotine accessible après une courte traversée depuis la voie des Controverses, puis par G. Claret, M. Guérin et D. Serain les 1er et 2 novembre 1976 pour sa partie inférieure dont le départ se trouve une trentaine de mètres à droite de celui de la voie des Controverses, l'ensemble étant coté 5c à 6c avec un dénivelé de 200 à 220 mètres,, ; enfin, la voie de la Pentecôte, ouverte par G. Baldino, G. Claret et P.-A. Ubaud les 3 et 4 juin 1979, et cotée 6a avec un dénivelé de 200 mètres,,. Cette dernière voie est en grande partie commune avec Nabuchodonosaures, ouverte plus récemment,. La sortie des deux voies les plus à gauche se fait par le pré Néron, alors que les autres débouchent directement à l'aplomb de la balme de l'Hermitage.

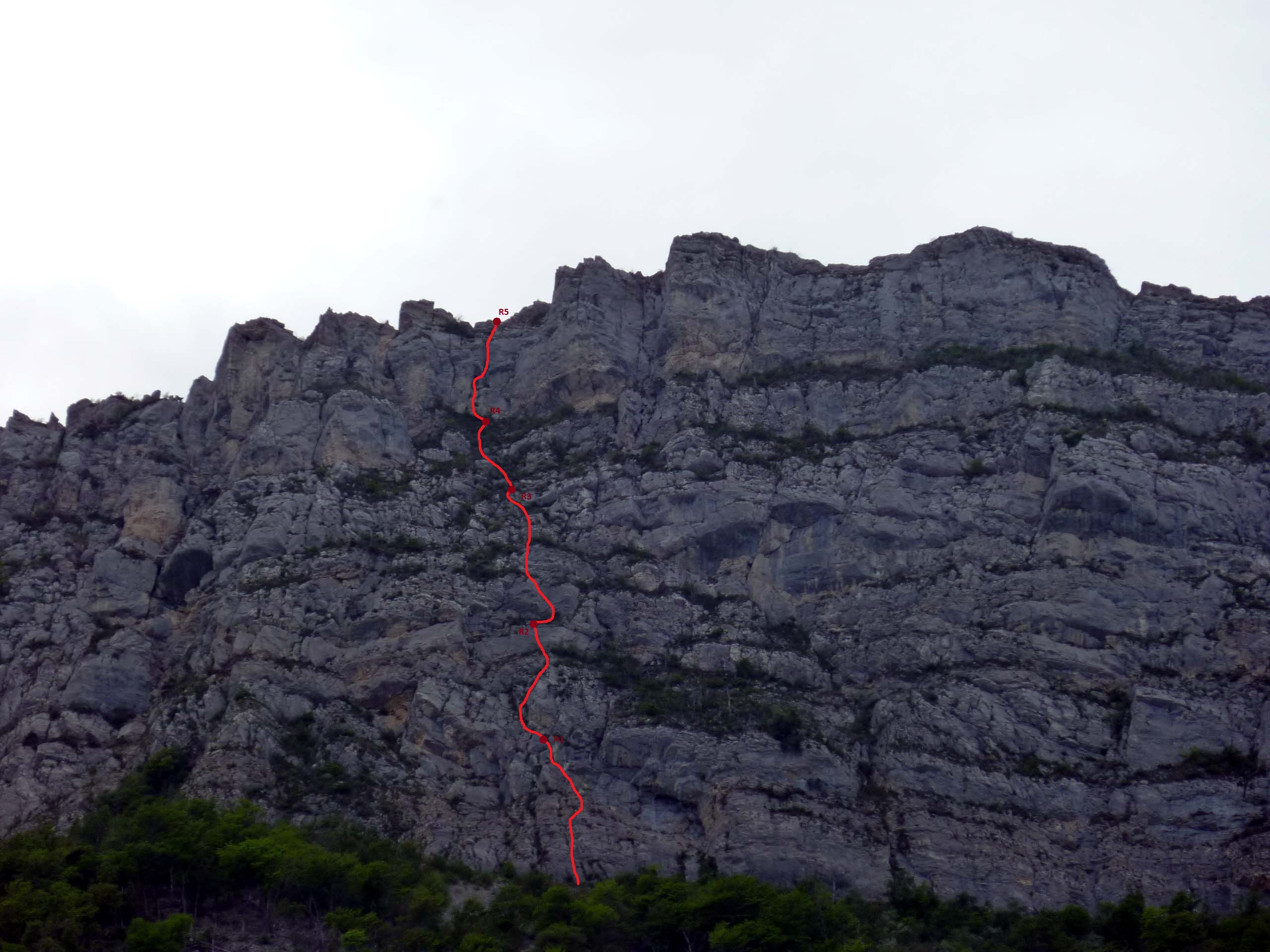
Tracé de la voie des Coccinelles dans la face orientale.

Quelques voies supplémentaires sont présentes dans les autres versants de la montagne mais sont souvent mal décrites. La voie des Charbonniers, dans le versant occidental au-dessus du Muret, est cotée 6a pour un dénivelé technique de 300 mètres et débouche près de la brèche de l'Écureuil. Si le couloir Godefroy est désormais interdit, le couloir Rippert-Caillat, du nom de ses ouvreurs le 1er juin 1922, offre une alternative à 400 mètres au nord pour accéder aux arêtes par l'ouest avec des difficultés comparables de l'ordre de 4 et un meilleur rocher,,. La voie des Coccinelles ouverte par L. et C. Chabert en mai 2011 se trouve également dans les parois du versant oriental ; elle est cotée 5a pour un dénivelé technique de 180 mètres dans une roche fragile. Une voie a également été ouverte dans la face septentrionale en novembre 1969 par J. Diju-Duval et C. Rey ; les lumières émises au cours de leur bivouac, visibles depuis Proveysieux, ont donné lieu à l'intervention de secours par hélicoptère.
En outre, il existe trois sites d'escalade sportives en versant est du Néron, accessibles depuis le hameau de Narbonne : le site de Narbonne, celui du Goupil et celui dit du camp romain.

### Protection environnementale
Le Néron est situé au sein du parc naturel régional de Chartreuse, qui a été créé en 1995 et couvre depuis la révision de sa charte en 2008 767 km2. La montagne est également classée en zone naturelle d'intérêt écologique, faunistique et floristique (ZNIEFF) de type I, qui s'étend sur 627 hectares.

## Culture populaire

### Peinture

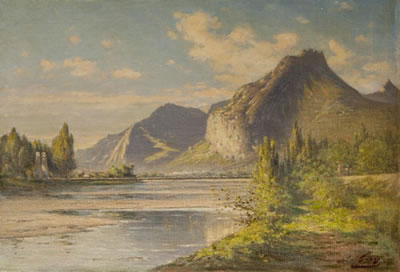
Jacques Gay, Les Rives du Drac (ou le casque de Néron).

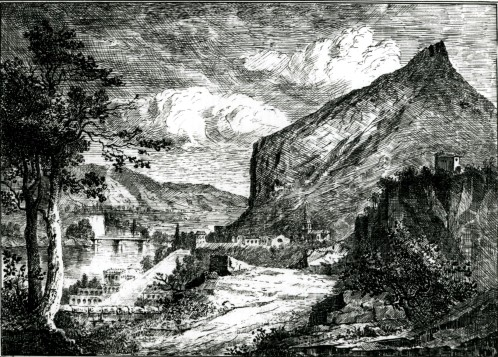
Le Néron et La Casamaures, illustrés par l'abbé Guétal (1841–1892).

Le Néron a été représenté de nombreuses fois par les peintres dauphinois. En particulier un groupe de peintres de l'École dauphinoise se retrouvant à l'instigation de Théodore Ravanat à Proveysieux  choisit fréquemment le Néron comme sujet de tableaux. Parmi les œuvres le représentant figurent :
- Théodore Ravanat, L'Aiguille de Quaix et le Casque du Néron, collection particulière[95] ;
- Charles Bertier, Bord de l'Isère à Grenoble. Le Néron, vers 1900, Grenoble, Musée dauphinois, collection particulière[96] ;
- Charles Bertier, Effet de soir sur le Néron à Proveyzieux (deux tableaux du même nom, 1895, collection particulière[97] ;
- Charles Bertier, Vue sur la Chartreuse, le Casque du Néron et la Pinéa[98] ;
- Jean Achard, Vue de Saint-Egrève et de la Pinéa, prise de Sassenage, vers 1849, collection particulière[99] ;
- Ernest Victor Hareux, Le Casque du Néron depuis la plaine du Drac[100] ;
- Ernest Victor Hareux, Le casque du Néron vue des rives du Drac[101] ;
- Alexandre Debelle, La cérémonie funèbre du 6 juillet 1848[102] ;
- William Turner, Près de Grenoble, le Néron et le mont Saint-Eynard vus du Drac[103] ;
- Johan Barthold Jongkind, Le Casque de Néron[104].

### Musique
Le Néron est mentionné dans la marche officielle de l'ancienne commune libre de la Monta, désormais à Saint-Égrève, intitulée Sur les bords de la Vence, d'après des paroles de Robert Douillet mises en musique par Georges Allibert :
Au pied du Casque du Néron

Est une petite commune

C'est la Monta et nous l'aimons

Car comme elle il n'y en a qu'une.

[...]

Près du Néron,

Sur les bords de la Vence,

Les amoureux vont deux par deux

Le cœur joyeux.

[...]

Ils savent bien que pour se plaire

Près de la Vence ou bien aux Prises

On voit le Néron à l'envers.